# Elecciones de convencionales constituyentes de Chile de 2021
Las elecciones de convencionales constituyentes de Chile de 2021 se realizaron el 15 y 16 de mayo de 2021 para elegir a los integrantes de la Convención encargada de redactar una nueva Constitución Política de la República. Estos comicios se llevaron a cabo luego que la opción «Apruebo» triunfó en el plebiscito nacional de 2020, y fueron convocados de manera oficial mediante decreto del 24 de noviembre.
Estas elecciones se realizaron en la misma fecha que las elecciones municipales y de gobernadores regionales. Originalmente estaban previstas para el domingo 25 de octubre de 2020, sin embargo fueron postergadas al 4 de abril debido a la pandemia de COVID-19, sin embargo dicha fecha coincidía con las celebraciones de Semana Santa, por lo que fueron postergadas nuevamente en una semana, quedando fijadas para el 11 de abril. Debido a la pandemia, el 11 de marzo fue aprobada la ley que determinó que la votación se realizaría en dos jornadas: el sábado 10 y domingo 11 de abril, convirtiéndose en la primera elección en Chile que se realizaría en más de un día. Finalmente, las elecciones fueron nuevamente postergadas para el 15 y 16 de mayo, luego que se aprobara una reforma constitucional con dicho fin el 6 de abril.

## Antecedentes
La redacción y propuesta de las reformas constitucionales necesarias para llevar a cabo la elección de los convencionales constituyentes fue desarrollada desde fines de noviembre hasta el 6 de diciembre de 2019 por una mesa técnica con 14 expertos designados por los partidos firmantes del "Acuerdo por la Paz y la Nueva Constitución". Dicha mesa estaba compuesta por los siguientes miembros, de acuerdo al partido o sector al que representaron:
| - Sebastián Soto (Chile Vamos) - Ernesto Silva Méndez (UDI) - Arturo Fermandois (UDI) - Gastón Gómez (RN) - David Huina (RN) - José Francisco García (Evópoli) - Isabel Aninat (Evópoli) | - María Cristina Escudero (PDC) - Emilio Oñate (PR) - Pamela Figueroa (PPD) - Gabriel Osorio (PS) - Alejandra Zúñiga (PL) - Claudia Heiss (RD) - Sebastián Aylwin (Comunes) |

## Sistema electoral
De acuerdo al proyecto presentado por la mesa técnica el 6 de diciembre de 2019, y ratificado mediante la reforma constitucional publicada en el Diario Oficial el 24 de diciembre, en el caso de que triunfe la opción "Apruebo" en el plebiscito de octubre de 2020 y la opción ganadora en la segunda papeleta es la opción de la "Convención Constitucional" (con la totalidad de sus miembros elegidos para esta ocasión), en las elecciones de convencionales constituyentes de octubre se elegirán 155 miembros bajo las mismas reglas, distritos y cantidad de escaños que en las elecciones para la Cámara de Diputados. En el caso de que la opción triunfadora hubiese sido la de la "Convención Mixta Constitucional" (compuesta por parlamentarios en ejercicio y ciudadanos elegidos en octubre), y que resultó derrotada, esta iba a estar compuesta por 172 miembros: 86 parlamentarios elegidos por el Congreso Pleno, y 86 ciudadanos elegidos mediante las elecciones que se realizarían, con modificaciones en la cantidad de escaños asignados para cada distrito.
La distribución de escaños para cada distrito según cada opción propuesta para el plebiscito de octubre de 2020 era la siguiente, siendo aprobada la de la Convención Constitucional:
| Distrito | Escaños a elegir                | Escaños a elegir          |
| Distrito | Convención Mixta Constitucional | Convención Constitucional |
| -------- | ------------------------------- | ------------------------- |
| 1        | 2                               | 3                         |
| 2        | 2                               | 3                         |
| 3        | 3                               | 5                         |
| 4        | 3                               | 5                         |
| 5        | 4                               | 7                         |
| 6        | 4                               | 8                         |
| 7        | 4                               | 8                         |
| 8        | 4                               | 8                         |
| 9        | 4                               | 7                         |
| 10       | 4                               | 8                         |
| 11       | 3                               | 6                         |
| 12       | 4                               | 7                         |
| 13       | 3                               | 5                         |
| 14       | 3                               | 6                         |
| 15       | 3                               | 5                         |
| 16       | 2                               | 4                         |
| 17       | 4                               | 7                         |
| 18       | 2                               | 4                         |
| 19       | 3                               | 5                         |
| 20       | 4                               | 8                         |
| 21       | 3                               | 5                         |
| 22       | 2                               | 4                         |
| 23       | 4                               | 7                         |
| 24       | 3                               | 5                         |
| 25       | 2                               | 4                         |
| 26       | 3                               | 5                         |
| 27       | 2                               | 3                         |
| 28       | 2                               | 3                         |
| Total    | 86                              | 155                       |

Las modificaciones a la normativa electoral que regirá los comicios de convencionales constituyentes, antes de su aplazamiento por la pandemia de COVID-19, se podían realizar hasta el 25 de junio de 2020.
El 8 de enero de 2020 el Servicio Electoral de Chile (Servel) determinó los límites máximos de gasto de campaña para las candidaturas de convencionales constituyentes, los cuales varían de acuerdo al distrito de manera proporcional a la cantidad de votantes.

### Participación de candidatos independientes
Para el caso de las candidaturas independientes la Ley N.º 21 216, promulgada el 20 de marzo de 2020, establece que dos o más candidatos independientes podrán formar un pacto electoral, ante lo cual cada uno de los candidatos debe reunir el número de firmas equivalente al 0,4 % de los votantes que participaron en la última elección parlamentaria en el distrito por donde compita; para el caso de las listas de independientes deben reunir el 1,6 % de firmas.
Tras la aprobación de la Ley 21 216 surgieron críticas debido al umbral de firmas requerido, por lo cual se presentó una iniciativa para reducir las firmas al 0,2 % de los votantes en la última elección de diputados, y en el caso de las listas independientes se reduciría a 0,5 %. El proyecto fue aprobado por la Cámara de Diputados el 14 de octubre de 2020, siendo despachado por el Senado el 3 de diciembre para su promulgación; se estableció un piso de 300 firmas para candidaturas individuales y de 500 para las listas de independientes.
El 15 de diciembre de 2020 el Servicio Electoral de Chile (Servel) habilitó un sistema en su sitio web para recibir de manera virtual los patrocinios de ciudadanos para las candidaturas independientes.

### Paridad de género
Hacia diciembre de 2019 continuaban en trámite la asignación de escaños reservados para pueblos originarios y el mecanismo para establecer la paridad de género en la composición de la convención constitucional. Respecto de este último caso, se barajaron tres opciones: una —presentada en el proyecto de ley discutido en el Congreso— consistente en listas abiertas y asignación alternada de hombres y mujeres en los escaños por cada distrito en base al método D'Hondt, otra consistente en listas cerradas con el mismo método, y la otra que consistiría en la presencia de dos papeletas para votar simultáneamente (cada votante debería marcar su preferencia en ambas: una para elegir convencionales hombres y otro para mujeres).
La Ley 21 216, promulgada el 20 de marzo de 2020, establece el mecanismo de paridad de género:
- Todas las listas de candidaturas deben ser encabezadas por una mujer y continuar con un hombre, alternando el listado entre ambos sexos.
- Todas las listas que presenten un número par de candidaturas deben estar compuestas en igual número por hombres y mujeres. Si la lista posee un número impar de candidatos, un sexo no puede superar al otro en más de un candidato.
- En los distritos que elijan 3 o 4 convencionales constituyentes, las listas podrán declarar hasta 6 candidaturas, manteniendo las normas anteriores sobre paridad de género. Para los distritos que elijan 5 o más convencionales constituyentes se aplicará la norma existente con anterioridad, en que las listas pueden presentar candidatos equivalentes al número de escaños a elegir más uno.

### Representación de pueblos originarios

Asignación de escaños reservados para pueblos originarios en la Convención Constitucional:
Pueblo mapuche: 7 escaños
Pueblo aimara: 2 escaños
Pueblo kawésqar: 1 escaño
Pueblo rapanui: 1 escaño
Pueblo yagán: 1 escaño
Pueblo quechua: 1 escaño
Pueblo atacameño: 1 escaño
Pueblo diaguita: 1 escaño
Pueblo colla: 1 escaño
Pueblo chango: 1 escaño
Escaños elegidos en distritos: 138

Para la elección de los escaños reservados de pueblos originarios, la Comisión Mixta del Senado aprobó el 7 de diciembre varias normas:
- Se asignarían 18 escaños reservados: 9 dentro de los 155 asignados originalmente para la Convención Constitucional y 9 de manera supernumeraria, quedando el organismo con una composición de 164 convencionales constituyentes. Se contemplan 8 escaños para el pueblo mapuche, 2 para el pueblo aimara y uno para cada uno de los otros pueblos originarios (kawésqar, rapanui, yagán, quechua, atacameño, diaguita, colla y chango).[24]
- Para determinar el padrón electoral de votantes que puedan elegir los escaños reservados, el Servicio Electoral elaborará un padrón especial 60 días antes de la elección, a partir de una nómina de las personas que estén incluidas en el Registro Nacional de Calidades Indígenas, datos administrativos que contengan los apellidos mapuche evidentes conforme a lo establecido en la resolución exenta respectiva del director de la Corporación Nacional de Desarrollo Indígena (Conadi), una nómina de apellidos indígenas de bases de postulantes a programas de becas indígenas (básica, media y universitaria) desde 1993, el registro especial indígena para elección de consejeros indígenas de la Conadi, el registro de comunidades y asociaciones indígenas y el registro para elección de comisionados de la Comisión de Desarrollo de Isla de Pascua.
- Se incluirá un tiempo en la franja electoral de propaganda televisiva destinado a las candidaturas de los escaños reservados para pueblos originarios, equivalentes al 13 % del tiempo total de dicho espacio.

El 10 de diciembre el acuerdo fue modificado por la Comisión Mixta, estableciendo que serían 17 escaños para pueblos originarios (se le quitaría uno al pueblo mapuche de los contemplados en días previos, quedando en 7 escaños) y uno para el pueblo tribal afrodescendiente, y que la totalidad de estos estaría incluido dentro de los 155 integrantes de la Convención, dando la facultad al Servel para definir qué distritos disminuirían sus escaños para dar cabida a los pueblos originarios, y estableciendo que ningún distrito puede quedar con menos de 3 escaños. Dicho acuerdo fue aprobado por las 2 cámaras del Congreso Nacional el 15 de diciembre, mientras que el escaño para afrodescendientes fue rechazado por falta de cuórum.
La siguiente tabla muestra un resumen de los requisitos para presentar candidaturas de pueblos originarios, los escaños elegidos y la región de residencia que deben poseer los candidatos, de acuerdo a la Ley 21 298:
| Pueblo originario | Escaños a elegir | Región de residencia para candidatos                                                                 | Requisitos para patrocinio de candidatura | Método de elección |
| ----------------- | ---------------- | --- | --- | --- |
| Mapuche           | 7                | Coquimbo Valparaíso Metropolitana O'Higgins Maule Ñuble Biobío La Araucanía Los Ríos Los Lagos Aysén | Tres opciones: 1. A lo menos 3 comunidades o 5 asociaciones indígenas registradas ante la Conadi o un cacicazgo tradicional reconocido en la ley 19 253. 2. Patrocinio de 3 organizaciones representativas de los pueblos indígenas que no estén inscritas. 3. Reunir 120 firmas de personas con calidad acreditada de indígena. | Se escogerán: La candidatura más votada de las que tengan domicilio en las regiones de Coquimbo, Valparaíso, Metropolitana, O'Higgins o del Maule. Las 4 candidaturas más votadas con domicilio en regiones de Ñuble, Biobío o La Araucanía. Las 2 candidaturas más votadas con domicilio en regiones de Los Ríos, Los Lagos o Aysén. |
| Aimara            | 2                | Arica y Parinacota Tarapacá Antofagasta                                                              | Tres opciones: 1. A lo menos 3 comunidades o 5 asociaciones indígenas registradas ante la Conadi o un cacicazgo tradicional reconocido en la ley 19 253. 2. Patrocinio de 3 organizaciones representativas de los pueblos indígenas que no estén inscritas. 3. Reunir 120 firmas de personas con calidad acreditada de indígena. | Se escogerán las 2 candidaturas más votadas. |
| Diaguita          | 1                | Atacama Coquimbo                                                                                     | Tres opciones: 1. A lo menos 3 comunidades o 5 asociaciones indígenas registradas ante la Conadi o un cacicazgo tradicional reconocido en la ley 19 253. 2. Patrocinio de 3 organizaciones representativas de los pueblos indígenas que no estén inscritas. 3. Reunir 120 firmas de personas con calidad acreditada de indígena. | Se escogerá la candidatura más votada para cada pueblo originario. |
| Quechua           | 1                | Arica y Parinacota Tarapacá Antofagasta                                                              | 3 opciones: 1. Patrocinio de una comunidad o una asociación indígena registrada ante la Conadi 2. Patrocinio de una organización representativa de los indígenas que no esté inscrita. 3. Reunir 60 firmas de personas con calidad acreditada de indígena.                                                                       | Se escogerá la candidatura más votada para cada pueblo originario. |
| Atacameño         | 1                | Antofagasta                                                                                          | 3 opciones: 1. Patrocinio de una comunidad o una asociación indígena registrada ante la Conadi 2. Patrocinio de una organización representativa de los indígenas que no esté inscrita. 3. Reunir 60 firmas de personas con calidad acreditada de indígena.                                                                       | Se escogerá la candidatura más votada para cada pueblo originario. |
| Colla             | 1                | Atacama Coquimbo                                                                                     | 3 opciones: 1. Patrocinio de una comunidad o una asociación indígena registrada ante la Conadi 2. Patrocinio de una organización representativa de los indígenas que no esté inscrita. 3. Reunir 60 firmas de personas con calidad acreditada de indígena.                                                                       | Se escogerá la candidatura más votada para cada pueblo originario. |
| Chango            | 1                | Antofagasta Atacama Coquimbo Valparaíso                                                              | 3 opciones: 1. Patrocinio de una comunidad o una asociación indígena registrada ante la Conadi 2. Patrocinio de una organización representativa de los indígenas que no esté inscrita. 3. Reunir 60 firmas de personas con calidad acreditada de indígena.                                                                       | Se escogerá la candidatura más votada para cada pueblo originario. |
| Rapanui           | 1                | Isla de Pascua                                                                                       | 3 opciones: 1. Patrocinio de una comunidad o una asociación indígena registrada ante la Conadi 2. Patrocinio de una organización representativa de los indígenas que no esté inscrita. 3. Reunir 60 firmas de personas con calidad acreditada de indígena.                                                                       | Se escogerá la candidatura más votada para cada pueblo originario. |
| Kawésqar          | 1                | Magallanes                                                                                           | 3 opciones: 1. Patrocinio de una comunidad o una asociación indígena registrada ante la Conadi 2. Patrocinio de una organización representativa de los indígenas que no esté inscrita. 3. Reunir 60 firmas de personas con calidad acreditada de indígena.                                                                       | Se escogerá la candidatura más votada para cada pueblo originario. |
| Yagán             | 1                | Magallanes                                                                                           | 3 opciones: 1. Patrocinio de una comunidad o una asociación indígena registrada ante la Conadi 2. Patrocinio de una organización representativa de los indígenas que no esté inscrita. 3. Reunir 60 firmas de personas con calidad acreditada de indígena.                                                                       | Se escogerá la candidatura más votada para cada pueblo originario. |

El 26 de diciembre de 2020 el Servel informó los distritos que perderían un escaño a fin de dar cumplimiento a lo señalado en la Ley 21 298, que establece los escaños reservados para pueblos originarios dentro de los 155 que componen la Convención Constitucional. La decisión fue tomada en base a la mayor proporción de población indígena mayor de 18 años de cada distrito, según los datos del censo chileno de 2017, exceptuando los distritos que poseían 3 escaños (los cuales no se podían modificar) y sin poder rebajar más de un escaño por distrito. El resultado de dicho ejercicio fue el siguiente:
| Región             | Distrito | Escaños iniciales | Población indígena mayor de 18 años | Disminución de escaños por pueblos originarios | Escaños después de la reforma |
| ------------------ | -------- | ----------------- | ----------------------------------- | ---------------------------------------------- | ----------------------------- |
| Arica y Parinacota | 1        | 3                 | 32,9 %                              |                                                | 3                             |
| Tarapacá           | 2        | 3                 | 22,6 %                              |                                                | 3                             |
| Antofagasta        | 3        | 5                 | 13,2 %                              | 1                                              | 4                             |
| Atacama            | 4        | 5                 | 18,0 %                              | 1                                              | 4                             |
| Coquimbo           | 5        | 7                 | 8,3 %                               | 1                                              | 6                             |
| Valparaíso         | 6        | 8                 | 5,9 %                               |                                                | 8                             |
| Valparaíso         | 7        | 8                 | 7,3 %                               | 1                                              | 7                             |
| Metropolitana      | 8        | 8                 | 10,5 %                              | 1                                              | 7                             |
| Metropolitana      | 9        | 7                 | 11,3 %                              | 1                                              | 6                             |
| Metropolitana      | 10       | 8                 | 8,3 %                               | 1                                              | 7                             |
| Metropolitana      | 11       | 6                 | 6,6 %                               |                                                | 6                             |
| Metropolitana      | 12       | 7                 | 11,2 %                              | 1                                              | 6                             |
| Metropolitana      | 13       | 5                 | 10,4 %                              | 1                                              | 4                             |
| Metropolitana      | 14       | 6                 | 8,8 %                               | 1                                              | 5                             |
| O'Higgins          | 15       | 5                 | 7,1 %                               |                                                | 5                             |
| O'Higgins          | 16       | 4                 | 4,9 %                               |                                                | 4                             |
| Maule              | 17       | 7                 | 5,1 %                               |                                                | 7                             |
| Maule              | 18       | 4                 | 3,6 %                               |                                                | 4                             |
| Ñuble              | 19       | 5                 | 4,6 %                               |                                                | 5                             |
| Biobío             | 20       | 8                 | 9,0 %                               | 1                                              | 7                             |
| Biobío             | 21       | 5                 | 12,5 %                              | 1                                              | 4                             |
| Araucanía          | 22       | 4                 | 28,7 %                              | 1                                              | 3                             |
| Araucanía          | 23       | 7                 | 33,1 %                              | 1                                              | 6                             |
| Los Ríos           | 24       | 5                 | 23,5 %                              | 1                                              | 4                             |
| Los Lagos          | 25       | 4                 | 26,8 %                              | 1                                              | 3                             |
| Los Lagos          | 26       | 5                 | 24,7 %                              | 1                                              | 4                             |
| Aysén              | 27       | 3                 | 25,8 %                              |                                                | 3                             |
| Magallanes         | 28       | 3                 | 20,6 %                              |                                                | 3                             |
| Total              |          | 155               |                                     | 17                                             | 138                           |

### División electoral definitiva
La Convención Constitucional estará integrada por 155 ciudadanos electos especialmente para estos efectos. Para ello, se considerarán los distritos electorales establecidos en los artículos 187 y 188, y el sistema electoral descrito en el artículo 121 de la Ley 18 700. Los integrantes de la Convención Constitucional no podrán ser candidatos a cargos de elección popular mientras ejercen sus funciones y hasta un año después de que cesen en sus cargos en la Convención.
| Región                            | Distrito constituyente                    | Comunas              |
| --------------------------------- | ----------------------------------------- | -------------------- |
| Arica y Parinacota                | 1 3 convencionales constituyentes         | Arica                |
| Arica y Parinacota                | 1 3 convencionales constituyentes         | Camarones            |
| Arica y Parinacota                | 1 3 convencionales constituyentes         | General Lagos        |
| Arica y Parinacota                | 1 3 convencionales constituyentes         | Putre                |
| Tarapacá                          | 2 3 convencionales constituyentes         | Alto Hospicio        |
| Tarapacá                          | 2 3 convencionales constituyentes         | Camiña               |
| Tarapacá                          | 2 3 convencionales constituyentes         | Colchane             |
| Tarapacá                          | 2 3 convencionales constituyentes         | Huara                |
| Tarapacá                          | 2 3 convencionales constituyentes         | Iquique              |
| Tarapacá                          | 2 3 convencionales constituyentes         | Pica                 |
| Tarapacá                          | 2 3 convencionales constituyentes         | Pozo Almonte         |
| Antofagasta                       | 3 4 convencionales constituyentes         | Calama               |
| Antofagasta                       | 3 4 convencionales constituyentes         | María Elena          |
| Antofagasta                       | 3 4 convencionales constituyentes         | Ollagüe              |
| Antofagasta                       | 3 4 convencionales constituyentes         | San Pedro de Atacama |
| Antofagasta                       | 3 4 convencionales constituyentes         | Tocopilla            |
| Antofagasta                       | 3 4 convencionales constituyentes         | Antofagasta          |
| Antofagasta                       | 3 4 convencionales constituyentes         | Mejillones           |
| Antofagasta                       | 3 4 convencionales constituyentes         | Sierra Gorda         |
| Antofagasta                       | 3 4 convencionales constituyentes         | Taltal               |
| Atacama                           | 4 4 convencionales constituyentes         | Chañaral             |
| Atacama                           | 4 4 convencionales constituyentes         | Copiapó              |
| Atacama                           | 4 4 convencionales constituyentes         | Diego de Almagro     |
| Atacama                           | 4 4 convencionales constituyentes         | Alto del Carmen      |
| Atacama                           | 4 4 convencionales constituyentes         | Caldera              |
| Atacama                           | 4 4 convencionales constituyentes         | Huasco               |
| Atacama                           | 4 4 convencionales constituyentes         | Freirina             |
| Atacama                           | 4 4 convencionales constituyentes         | Tierra Amarilla      |
| Atacama                           | 4 4 convencionales constituyentes         | Vallenar             |
| Coquimbo                          | 5 6 convencionales constituyentes         | Andacollo            |
| Coquimbo                          | 5 6 convencionales constituyentes         | La Higuera           |
| Coquimbo                          | 5 6 convencionales constituyentes         | La Serena            |
| Coquimbo                          | 5 6 convencionales constituyentes         | Paihuano             |
| Coquimbo                          | 5 6 convencionales constituyentes         | Vicuña               |
| Coquimbo                          | 5 6 convencionales constituyentes         | Coquimbo             |
| Coquimbo                          | 5 6 convencionales constituyentes         | Ovalle               |
| Coquimbo                          | 5 6 convencionales constituyentes         | Río Hurtado          |
| Coquimbo                          | 5 6 convencionales constituyentes         | Canela               |
| Coquimbo                          | 5 6 convencionales constituyentes         | Combarbalá           |
| Coquimbo                          | 5 6 convencionales constituyentes         | Illapel              |
| Coquimbo                          | 5 6 convencionales constituyentes         | Los Vilos            |
| Coquimbo                          | 5 6 convencionales constituyentes         | Monte Patria         |
| Coquimbo                          | 5 6 convencionales constituyentes         | Punitaqui            |
| Coquimbo                          | 5 6 convencionales constituyentes         | Salamanca            |
| Valparaíso                        | 6 8 convencionales constituyentes         | Cabildo              |
| Valparaíso                        | 6 8 convencionales constituyentes         | La Calera            |
| Valparaíso                        | 6 8 convencionales constituyentes         | Hijuelas             |
| Valparaíso                        | 6 8 convencionales constituyentes         | La Cruz              |
| Valparaíso                        | 6 8 convencionales constituyentes         | La Ligua             |
| Valparaíso                        | 6 8 convencionales constituyentes         | Nogales              |
| Valparaíso                        | 6 8 convencionales constituyentes         | Papudo               |
| Valparaíso                        | 6 8 convencionales constituyentes         | Petorca              |
| Valparaíso                        | 6 8 convencionales constituyentes         | Puchuncaví           |
| Valparaíso                        | 6 8 convencionales constituyentes         | Quillota             |
| Valparaíso                        | 6 8 convencionales constituyentes         | Quintero             |
| Valparaíso                        | 6 8 convencionales constituyentes         | Zapallar             |
| Valparaíso                        | 6 8 convencionales constituyentes         | Calle Larga          |
| Valparaíso                        | 6 8 convencionales constituyentes         | Catemu               |
| Valparaíso                        | 6 8 convencionales constituyentes         | Llaillay             |
| Valparaíso                        | 6 8 convencionales constituyentes         | Los Andes            |
| Valparaíso                        | 6 8 convencionales constituyentes         | Panquehue            |
| Valparaíso                        | 6 8 convencionales constituyentes         | Putaendo             |
| Valparaíso                        | 6 8 convencionales constituyentes         | Rinconada            |
| Valparaíso                        | 6 8 convencionales constituyentes         | San Esteban          |
| Valparaíso                        | 6 8 convencionales constituyentes         | San Felipe           |
| Valparaíso                        | 6 8 convencionales constituyentes         | Santa María          |
| Valparaíso                        | 6 8 convencionales constituyentes         | Limache              |
| Valparaíso                        | 6 8 convencionales constituyentes         | Olmué                |
| Valparaíso                        | 6 8 convencionales constituyentes         | Quilpué              |
| Valparaíso                        | 6 8 convencionales constituyentes         | Villa Alemana        |
| Valparaíso                        | 7 7 convencionales constituyentes         | Isla de Pascua       |
| Valparaíso                        | 7 7 convencionales constituyentes         | Juan Fernández       |
| Valparaíso                        | 7 7 convencionales constituyentes         | Valparaíso           |
| Valparaíso                        | 7 7 convencionales constituyentes         | Concón               |
| Valparaíso                        | 7 7 convencionales constituyentes         | Viña del Mar         |
| Valparaíso                        | 7 7 convencionales constituyentes         | Algarrobo            |
| Valparaíso                        | 7 7 convencionales constituyentes         | Cartagena            |
| Valparaíso                        | 7 7 convencionales constituyentes         | Casablanca           |
| Valparaíso                        | 7 7 convencionales constituyentes         | El Quisco            |
| Valparaíso                        | 7 7 convencionales constituyentes         | El Tabo              |
| Valparaíso                        | 7 7 convencionales constituyentes         | San Antonio          |
| Valparaíso                        | 7 7 convencionales constituyentes         | Santo Domingo        |
| Metropolitana de Santiago         | 8 7 convencionales constituyentes         | Colina               |
| Metropolitana de Santiago         | 8 7 convencionales constituyentes         | Lampa                |
| Metropolitana de Santiago         | 8 7 convencionales constituyentes         | Quilicura            |
| Metropolitana de Santiago         | 8 7 convencionales constituyentes         | Pudahuel             |
| Metropolitana de Santiago         | 8 7 convencionales constituyentes         | Tiltil               |
| Metropolitana de Santiago         | 8 7 convencionales constituyentes         | Cerrillos            |
| Metropolitana de Santiago         | 8 7 convencionales constituyentes         | Estación Central     |
| Metropolitana de Santiago         | 8 7 convencionales constituyentes         | Maipú                |
| Metropolitana de Santiago         | 9 6 convencionales constituyentes         | Conchalí             |
| Metropolitana de Santiago         | 9 6 convencionales constituyentes         | Huechuraba           |
| Metropolitana de Santiago         | 9 6 convencionales constituyentes         | Renca                |
| Metropolitana de Santiago         | 9 6 convencionales constituyentes         | Cerro Navia          |
| Metropolitana de Santiago         | 9 6 convencionales constituyentes         | Lo Prado             |
| Metropolitana de Santiago         | 9 6 convencionales constituyentes         | Quinta Normal        |
| Metropolitana de Santiago         | 9 6 convencionales constituyentes         | Independencia        |
| Metropolitana de Santiago         | 9 6 convencionales constituyentes         | Recoleta             |
| Metropolitana de Santiago         | 10 7 convencionales constituyentes        | Santiago             |
| Metropolitana de Santiago         | 10 7 convencionales constituyentes        | Ñuñoa                |
| Metropolitana de Santiago         | 10 7 convencionales constituyentes        | Providencia          |
| Metropolitana de Santiago         | 10 7 convencionales constituyentes        | La Granja            |
| Metropolitana de Santiago         | 10 7 convencionales constituyentes        | Macul                |
| Metropolitana de Santiago         | 10 7 convencionales constituyentes        | San Joaquín          |
| Metropolitana de Santiago         | 11 6 convencionales constituyentes        | Las Condes           |
| Metropolitana de Santiago         | 11 6 convencionales constituyentes        | Lo Barnechea         |
| Metropolitana de Santiago         | 11 6 convencionales constituyentes        | Vitacura             |
| Metropolitana de Santiago         | 11 6 convencionales constituyentes        | La Reina             |
| Metropolitana de Santiago         | 11 6 convencionales constituyentes        | Peñalolén            |
| Metropolitana de Santiago         | 12 6 convencionales constituyentes        | La Florida           |
| Metropolitana de Santiago         | 12 6 convencionales constituyentes        | Puente Alto          |
| Metropolitana de Santiago         | 12 6 convencionales constituyentes        | La Pintana           |
| Metropolitana de Santiago         | 12 6 convencionales constituyentes        | Pirque               |
| Metropolitana de Santiago         | 12 6 convencionales constituyentes        | San José de Maipo    |
| Metropolitana de Santiago         | 13 4 convencionales constituyentes        | El Bosque            |
| Metropolitana de Santiago         | 13 4 convencionales constituyentes        | La Cisterna          |
| Metropolitana de Santiago         | 13 4 convencionales constituyentes        | San Ramón            |
| Metropolitana de Santiago         | 13 4 convencionales constituyentes        | Lo Espejo            |
| Metropolitana de Santiago         | 13 4 convencionales constituyentes        | Pedro Aguirre Cerda  |
| Metropolitana de Santiago         | 13 4 convencionales constituyentes        | San Miguel           |
| Metropolitana de Santiago         | 14 5 convencionales constituyentes        | Buin                 |
| Metropolitana de Santiago         | 14 5 convencionales constituyentes        | Calera de Tango      |
| Metropolitana de Santiago         | 14 5 convencionales constituyentes        | Paine                |
| Metropolitana de Santiago         | 14 5 convencionales constituyentes        | San Bernardo         |
| Metropolitana de Santiago         | 14 5 convencionales constituyentes        | Alhué                |
| Metropolitana de Santiago         | 14 5 convencionales constituyentes        | Curacaví             |
| Metropolitana de Santiago         | 14 5 convencionales constituyentes        | El Monte             |
| Metropolitana de Santiago         | 14 5 convencionales constituyentes        | Isla de Maipo        |
| Metropolitana de Santiago         | 14 5 convencionales constituyentes        | María Pinto          |
| Metropolitana de Santiago         | 14 5 convencionales constituyentes        | Melipilla            |
| Metropolitana de Santiago         | 14 5 convencionales constituyentes        | Padre Hurtado        |
| Metropolitana de Santiago         | 14 5 convencionales constituyentes        | Peñaflor             |
| Metropolitana de Santiago         | 14 5 convencionales constituyentes        | San Pedro            |
| Metropolitana de Santiago         | 14 5 convencionales constituyentes        | Talagante            |
| O'Higgins                         | 15 5 convencionales constituyentes        | Rancagua             |
| O'Higgins                         | 15 5 convencionales constituyentes        | Codegua              |
| O'Higgins                         | 15 5 convencionales constituyentes        | Coínco               |
| O'Higgins                         | 15 5 convencionales constituyentes        | Coltauco             |
| O'Higgins                         | 15 5 convencionales constituyentes        | Doñihue              |
| O'Higgins                         | 15 5 convencionales constituyentes        | Graneros             |
| O'Higgins                         | 15 5 convencionales constituyentes        | Machalí              |
| O'Higgins                         | 15 5 convencionales constituyentes        | Malloa               |
| O'Higgins                         | 15 5 convencionales constituyentes        | Mostazal             |
| O'Higgins                         | 15 5 convencionales constituyentes        | Olivar               |
| O'Higgins                         | 15 5 convencionales constituyentes        | Quinta de Tilcoco    |
| O'Higgins                         | 15 5 convencionales constituyentes        | Rengo                |
| O'Higgins                         | 15 5 convencionales constituyentes        | Requínoa             |
| O'Higgins                         | 16 4 convencionales constituyentes        | Chimbarongo          |
| O'Higgins                         | 16 4 convencionales constituyentes        | Las Cabras           |
| O'Higgins                         | 16 4 convencionales constituyentes        | Peumo                |
| O'Higgins                         | 16 4 convencionales constituyentes        | Pichidegua           |
| O'Higgins                         | 16 4 convencionales constituyentes        | San Fernando         |
| O'Higgins                         | 16 4 convencionales constituyentes        | San Vicente          |
| O'Higgins                         | 16 4 convencionales constituyentes        | Chépica              |
| O'Higgins                         | 16 4 convencionales constituyentes        | La Estrella          |
| O'Higgins                         | 16 4 convencionales constituyentes        | Litueche             |
| O'Higgins                         | 16 4 convencionales constituyentes        | Lolol                |
| O'Higgins                         | 16 4 convencionales constituyentes        | Marchigüe            |
| O'Higgins                         | 16 4 convencionales constituyentes        | Nancagua             |
| O'Higgins                         | 16 4 convencionales constituyentes        | Navidad              |
| O'Higgins                         | 16 4 convencionales constituyentes        | Palmilla             |
| O'Higgins                         | 16 4 convencionales constituyentes        | Paredones            |
| O'Higgins                         | 16 4 convencionales constituyentes        | Peralillo            |
| O'Higgins                         | 16 4 convencionales constituyentes        | Pichilemu            |
| O'Higgins                         | 16 4 convencionales constituyentes        | Placilla             |
| O'Higgins                         | 16 4 convencionales constituyentes        | Pumanque             |
| O'Higgins                         | 16 4 convencionales constituyentes        | Santa Cruz           |
| Maule                             | 17 7 convencionales constituyentes        | Curicó               |
| Maule                             | 17 7 convencionales constituyentes        | Hualañé              |
| Maule                             | 17 7 convencionales constituyentes        | Licantén             |
| Maule                             | 17 7 convencionales constituyentes        | Molina               |
| Maule                             | 17 7 convencionales constituyentes        | Rauco                |
| Maule                             | 17 7 convencionales constituyentes        | Romeral              |
| Maule                             | 17 7 convencionales constituyentes        | Sagrada Familia      |
| Maule                             | 17 7 convencionales constituyentes        | Teno                 |
| Maule                             | 17 7 convencionales constituyentes        | Vichuquén            |
| Maule                             | 17 7 convencionales constituyentes        | Talca                |
| Maule                             | 17 7 convencionales constituyentes        | Constitución         |
| Maule                             | 17 7 convencionales constituyentes        | Curepto              |
| Maule                             | 17 7 convencionales constituyentes        | Empedrado            |
| Maule                             | 17 7 convencionales constituyentes        | Maule                |
| Maule                             | 17 7 convencionales constituyentes        | Pelarco              |
| Maule                             | 17 7 convencionales constituyentes        | Pencahue             |
| Maule                             | 17 7 convencionales constituyentes        | Río Claro            |
| Maule                             | 17 7 convencionales constituyentes        | San Clemente         |
| Maule                             | 17 7 convencionales constituyentes        | San Rafael           |
| Maule                             | 18 4 convencionales constituyentes        | Colbún               |
| Maule                             | 18 4 convencionales constituyentes        | Linares              |
| Maule                             | 18 4 convencionales constituyentes        | San Javier           |
| Maule                             | 18 4 convencionales constituyentes        | Villa Alegre         |
| Maule                             | 18 4 convencionales constituyentes        | Yerbas Buenas        |
| Maule                             | 18 4 convencionales constituyentes        | Cauquenes            |
| Maule                             | 18 4 convencionales constituyentes        | Chanco               |
| Maule                             | 18 4 convencionales constituyentes        | Longaví              |
| Maule                             | 18 4 convencionales constituyentes        | Parral               |
| Maule                             | 18 4 convencionales constituyentes        | Pelluhue             |
| Maule                             | 18 4 convencionales constituyentes        | Retiro               |
| Ñuble                             | 19 5 convencionales constituyentes        | Bulnes               |
| Ñuble                             | 19 5 convencionales constituyentes        | Cobquecura           |
| Ñuble                             | 19 5 convencionales constituyentes        | Coelemu              |
| Ñuble                             | 19 5 convencionales constituyentes        | Ñiquén               |
| Ñuble                             | 19 5 convencionales constituyentes        | Portezuelo           |
| Ñuble                             | 19 5 convencionales constituyentes        | Quillón              |
| Ñuble                             | 19 5 convencionales constituyentes        | Quirihue             |
| Ñuble                             | 19 5 convencionales constituyentes        | Ninhue               |
| Ñuble                             | 19 5 convencionales constituyentes        | Ránquil              |
| Ñuble                             | 19 5 convencionales constituyentes        | San Carlos           |
| Ñuble                             | 19 5 convencionales constituyentes        | San Fabián           |
| Ñuble                             | 19 5 convencionales constituyentes        | San Nicolás          |
| Ñuble                             | 19 5 convencionales constituyentes        | Treguaco             |
| Ñuble                             | 19 5 convencionales constituyentes        | Chillán              |
| Ñuble                             | 19 5 convencionales constituyentes        | Chillán Viejo        |
| Ñuble                             | 19 5 convencionales constituyentes        | Coihueco             |
| Ñuble                             | 19 5 convencionales constituyentes        | El Carmen            |
| Ñuble                             | 19 5 convencionales constituyentes        | Pemuco               |
| Ñuble                             | 19 5 convencionales constituyentes        | Pinto                |
| Ñuble                             | 19 5 convencionales constituyentes        | San Ignacio          |
| Ñuble                             | 19 5 convencionales constituyentes        | Yungay               |
| Biobío                            | 20 7 convencionales constituyentes        | Hualpén              |
| Biobío                            | 20 7 convencionales constituyentes        | Talcahuano           |
| Biobío                            | 20 7 convencionales constituyentes        | Chiguayante          |
| Biobío                            | 20 7 convencionales constituyentes        | Concepción           |
| Biobío                            | 20 7 convencionales constituyentes        | San Pedro de la Paz  |
| Biobío                            | 20 7 convencionales constituyentes        | Coronel              |
| Biobío                            | 20 7 convencionales constituyentes        | Florida              |
| Biobío                            | 20 7 convencionales constituyentes        | Hualqui              |
| Biobío                            | 20 7 convencionales constituyentes        | Penco                |
| Biobío                            | 20 7 convencionales constituyentes        | Santa Juana          |
| Biobío                            | 20 7 convencionales constituyentes        | Tomé                 |
| Biobío                            | 21 4 convencionales constituyentes        | Arauco               |
| Biobío                            | 21 4 convencionales constituyentes        | Cabrero              |
| Biobío                            | 21 4 convencionales constituyentes        | Cañete               |
| Biobío                            | 21 4 convencionales constituyentes        | Contulmo             |
| Biobío                            | 21 4 convencionales constituyentes        | Curanilahue          |
| Biobío                            | 21 4 convencionales constituyentes        | Los Álamos           |
| Biobío                            | 21 4 convencionales constituyentes        | Lebu                 |
| Biobío                            | 21 4 convencionales constituyentes        | Lota                 |
| Biobío                            | 21 4 convencionales constituyentes        | Tirúa                |
| Biobío                            | 21 4 convencionales constituyentes        | Alto Biobío          |
| Biobío                            | 21 4 convencionales constituyentes        | Antuco               |
| Biobío                            | 21 4 convencionales constituyentes        | Laja                 |
| Biobío                            | 21 4 convencionales constituyentes        | Los Ángeles          |
| Biobío                            | 21 4 convencionales constituyentes        | Mulchén              |
| Biobío                            | 21 4 convencionales constituyentes        | Nacimiento           |
| Biobío                            | 21 4 convencionales constituyentes        | Negrete              |
| Biobío                            | 21 4 convencionales constituyentes        | Quilaco              |
| Biobío                            | 21 4 convencionales constituyentes        | Quilleco             |
| Biobío                            | 21 4 convencionales constituyentes        | San Rosendo          |
| Biobío                            | 21 4 convencionales constituyentes        | Santa Bárbara        |
| Biobío                            | 21 4 convencionales constituyentes        | Tucapel              |
| Biobío                            | 21 4 convencionales constituyentes        | Yumbel               |
| Araucanía                         | 22 3 convencionales constituyentes        | Angol                |
| Araucanía                         | 22 3 convencionales constituyentes        | Collipulli           |
| Araucanía                         | 22 3 convencionales constituyentes        | Ercilla              |
| Araucanía                         | 22 3 convencionales constituyentes        | Los Sauces           |
| Araucanía                         | 22 3 convencionales constituyentes        | Lumaco               |
| Araucanía                         | 22 3 convencionales constituyentes        | Purén                |
| Araucanía                         | 22 3 convencionales constituyentes        | Renaico              |
| Araucanía                         | 22 3 convencionales constituyentes        | Traiguén             |
| Araucanía                         | 22 3 convencionales constituyentes        | Curacautín           |
| Araucanía                         | 22 3 convencionales constituyentes        | Galvarino            |
| Araucanía                         | 22 3 convencionales constituyentes        | Lautaro              |
| Araucanía                         | 22 3 convencionales constituyentes        | Lonquimay            |
| Araucanía                         | 22 3 convencionales constituyentes        | Melipeuco            |
| Araucanía                         | 22 3 convencionales constituyentes        | Perquenco            |
| Araucanía                         | 22 3 convencionales constituyentes        | Victoria             |
| Araucanía                         | 22 3 convencionales constituyentes        | Vilcún               |
| Araucanía                         | 23 6 convencionales constituyentes        | Padre Las Casas      |
| Araucanía                         | 23 6 convencionales constituyentes        | Temuco               |
| Araucanía                         | 23 6 convencionales constituyentes        | Carahue              |
| Araucanía                         | 23 6 convencionales constituyentes        | Cholchol             |
| Araucanía                         | 23 6 convencionales constituyentes        | Freire               |
| Araucanía                         | 23 6 convencionales constituyentes        | Nueva Imperial       |
| Araucanía                         | 23 6 convencionales constituyentes        | Pitrufquén           |
| Araucanía                         | 23 6 convencionales constituyentes        | Saavedra             |
| Araucanía                         | 23 6 convencionales constituyentes        | Teodoro Schmidt      |
| Araucanía                         | 23 6 convencionales constituyentes        | Cunco                |
| Araucanía                         | 23 6 convencionales constituyentes        | Curarrehue           |
| Araucanía                         | 23 6 convencionales constituyentes        | Gorbea               |
| Araucanía                         | 23 6 convencionales constituyentes        | Loncoche             |
| Araucanía                         | 23 6 convencionales constituyentes        | Pucón                |
| Araucanía                         | 23 6 convencionales constituyentes        | Toltén               |
| Araucanía                         | 23 6 convencionales constituyentes        | Villarrica           |
| Los Ríos                          | 24 4 convencionales constituyentes        | Corral               |
| Los Ríos                          | 24 4 convencionales constituyentes        | Lanco                |
| Los Ríos                          | 24 4 convencionales constituyentes        | Máfil                |
| Los Ríos                          | 24 4 convencionales constituyentes        | Mariquina            |
| Los Ríos                          | 24 4 convencionales constituyentes        | Valdivia             |
| Los Ríos                          | 24 4 convencionales constituyentes        | Futrono              |
| Los Ríos                          | 24 4 convencionales constituyentes        | La Unión             |
| Los Ríos                          | 24 4 convencionales constituyentes        | Lago Ranco           |
| Los Ríos                          | 24 4 convencionales constituyentes        | Los Lagos            |
| Los Ríos                          | 24 4 convencionales constituyentes        | Paillaco             |
| Los Ríos                          | 24 4 convencionales constituyentes        | Panguipulli          |
| Los Ríos                          | 24 4 convencionales constituyentes        | Río Bueno            |
| Los Lagos                         | 25 3 convencionales constituyentes        | Osorno               |
| Los Lagos                         | 25 3 convencionales constituyentes        | San Juan de la Costa |
| Los Lagos                         | 25 3 convencionales constituyentes        | San Pablo            |
| Los Lagos                         | 25 3 convencionales constituyentes        | Fresia               |
| Los Lagos                         | 25 3 convencionales constituyentes        | Frutillar            |
| Los Lagos                         | 25 3 convencionales constituyentes        | Llanquihue           |
| Los Lagos                         | 25 3 convencionales constituyentes        | Los Muermos          |
| Los Lagos                         | 25 3 convencionales constituyentes        | Puerto Octay         |
| Los Lagos                         | 25 3 convencionales constituyentes        | Puerto Varas         |
| Los Lagos                         | 25 3 convencionales constituyentes        | Puyehue              |
| Los Lagos                         | 25 3 convencionales constituyentes        | Purranque            |
| Los Lagos                         | 25 3 convencionales constituyentes        | Río Negro            |
| Los Lagos                         | 26 4 convencionales constituyentes        | Calbuco              |
| Los Lagos                         | 26 4 convencionales constituyentes        | Cochamó              |
| Los Lagos                         | 26 4 convencionales constituyentes        | Maullín              |
| Los Lagos                         | 26 4 convencionales constituyentes        | Puerto Montt         |
| Los Lagos                         | 26 4 convencionales constituyentes        | Ancud                |
| Los Lagos                         | 26 4 convencionales constituyentes        | Castro               |
| Los Lagos                         | 26 4 convencionales constituyentes        | Chaitén              |
| Los Lagos                         | 26 4 convencionales constituyentes        | Chonchi              |
| Los Lagos                         | 26 4 convencionales constituyentes        | Curaco de Vélez      |
| Los Lagos                         | 26 4 convencionales constituyentes        | Dalcahue             |
| Los Lagos                         | 26 4 convencionales constituyentes        | Futaleufú            |
| Los Lagos                         | 26 4 convencionales constituyentes        | Hualaihué            |
| Los Lagos                         | 26 4 convencionales constituyentes        | Palena               |
| Los Lagos                         | 26 4 convencionales constituyentes        | Puqueldón            |
| Los Lagos                         | 26 4 convencionales constituyentes        | Queilén              |
| Los Lagos                         | 26 4 convencionales constituyentes        | Quellón              |
| Los Lagos                         | 26 4 convencionales constituyentes        | Quemchi              |
| Los Lagos                         | 26 4 convencionales constituyentes        | Quinchao             |
| Aysén                             | 27 3 convencionales constituyentes        | Aysén                |
| Aysén                             | 27 3 convencionales constituyentes        | Cisnes               |
| Aysén                             | 27 3 convencionales constituyentes        | Chile Chico          |
| Aysén                             | 27 3 convencionales constituyentes        | Coyhaique            |
| Aysén                             | 27 3 convencionales constituyentes        | Cochrane             |
| Aysén                             | 27 3 convencionales constituyentes        | Guaitecas            |
| Aysén                             | 27 3 convencionales constituyentes        | Lago Verde           |
| Aysén                             | 27 3 convencionales constituyentes        | Río Ibáñez           |
| Aysén                             | 27 3 convencionales constituyentes        | O'Higgins            |
| Aysén                             | 27 3 convencionales constituyentes        | Tortel               |
| Magallanes y la Antártica Chilena | 28 3 convencionales constituyentes        | Antártica            |
| Magallanes y la Antártica Chilena | 28 3 convencionales constituyentes        | Cabo de Hornos       |
| Magallanes y la Antártica Chilena | 28 3 convencionales constituyentes        | Laguna Blanca        |
| Magallanes y la Antártica Chilena | 28 3 convencionales constituyentes        | Natales              |
| Magallanes y la Antártica Chilena | 28 3 convencionales constituyentes        | Porvenir             |
| Magallanes y la Antártica Chilena | 28 3 convencionales constituyentes        | Primavera            |
| Magallanes y la Antártica Chilena | 28 3 convencionales constituyentes        | Punta Arenas         |
| Magallanes y la Antártica Chilena | 28 3 convencionales constituyentes        | Río Verde            |
| Magallanes y la Antártica Chilena | 28 3 convencionales constituyentes        | San Gregorio         |
| Magallanes y la Antártica Chilena | 28 3 convencionales constituyentes        | Timaukel             |
| Magallanes y la Antártica Chilena | 28 3 convencionales constituyentes        | Torres del Paine     |
| Escaños para pueblos originarios  | Nacional 17 convencionales constituyentes | Sistema especial     |

### Iniciativas rechazadas
El 19 de diciembre de 2019 el diputado Miguel Mellado (RN) presentó una indicación para incluir en las listas de candidatos un mínimo de 5 % de representantes de la diversidad sexual y de género, la cual fue rechazada con 64 votos a favor, 37 en contra y 40 abstenciones.
El 28 de septiembre de 2020 fue presentado un proyecto de reforma constitucional para crear tres distritos electorales en el extranjero, a fin de permitir que los ciudadanos chilenos residentes fuera del país puedan elegir convencionales constituyentes. Los distritos propuestos son:
- 1° Distrito Internacional, compuesto por América del Norte, Central y Sur, que elegiría 4 convencionales.
- 2° Distrito Internacional, compuesto por Europa y África, que elegiría 2 convencionales.
- 3° Distrito Internacional, compuesto por Asia y Oceanía, que elegiría 2 convencionales.

La Comisión de Constitución de la Cámara de Diputadas y Diputados aprobó el 1 de diciembre de 2020 dicho proyecto, siendo despachado a la sala de dicha cámara, sin embargo fue rechazado el 3 de diciembre debido a la falta de cuórum, habiendo recibido 93 votos afirmativos.

## Listas y partidos
A raíz de las modificaciones legislativas para permitir la participación de candidaturas independientes, un grupo de ciudadanos liderados por el médico James Hamilton, la periodista María Olivia Mönckeberg y el músico Claudio Narea presentaron el 20 de enero de 2020 el «Partido por la Dignidad», agrupación de carácter instrumental que buscaba presentar en sus listas a candidaturas independientes para la Convención Constitucional. El 29 de enero (9 días después del anuncio de formación del partido), producto de diferencias éticas con otros militantes del partido, James Hamilton y Claudio Narea deciden renunciar al partido. Ambos anunciaron la formación de un nuevo partido político llamado «Con Todos». Las dos agrupaciones intentaron sin éxito inscribirse como partido político ante el Servicio Electoral de Chile (Servel), siendo disueltas el 28 de septiembre y el 1 de octubre de 2020, respectivamente.
Otra iniciativa de partido instrumental fue el «Movimiento Independientes del Norte», creado en febrero de 2020 y que buscaba presentar listas de independientes en las regiones de Antofagasta, Atacama y Coquimbo. El 4 de marzo fue declarado como partido en formación, sin embargo no logró reunir las firmas necesarias para constituirse en las regiones mencionadas y fue disuelto por el Servel el 27 de octubre de 2020. No obstante, la agrupación decidió presentar candidaturas como lista de independientes en el distrito 3 (Región de Antofagasta).
El 11 de agosto de 2020 se constituyó «Dignidad Ahora», agrupación conformada por los partidos Humanista e Igualdad, además de los movimientos Acción Popular de Valparaíso, Victoria Popular, Maule Piensa, Fuerza Cultural, Partido Pirata de Chile, Movimiento Democrático Popular y Poder Electoral Constituyente. Se presentarían alrededor de 30 candidaturas de los primeros dos partidos, y 160 destinadas a representantes de organizaciones sociales.
El 25 de agosto de 2020 un grupo de intelectuales y políticos independientes, encabezados por Benito Baranda y Agustín Squella, crearon el movimiento Independientes No Neutrales que busca presentar listas de candidatos para las elecciones a la Convención Constitucional.
El 22 de noviembre de 2020 el Partido Comunista, la Federación Regionalista Verde Social y movimientos políticos como Acción Humanista, Izquierda Libertaria, Izquierda Cristiana, entre otros, presentaron el conglomerado Chile Digno, Verde y Soberano de cara a la elección, lanzando de paso precandidaturas. El 22 de diciembre el Frente Amplio y Chile Digno formalizaron la creación de un bloque político conjunto de cara a las elecciones de gobernadores regionales, municipales y de convencionales constituyentes.
Un grupo de artistas encabezado por el cineasta Silvio Caiozzi lanzó el 11 de diciembre de 2020 la lista de independientes denominada «Creadores de Arte y Cultura» (CREAC), que busca llevar candidaturas relacionadas con las disciplinas artísticas. En el distrito 10 la lista sería encabezada por Caiozzi junto con la cantante Magdalena Matthey y el pintor Arturo Duclos, mientras que en el distrito 7 sus candidatos serán la cineasta Vivianne Barry, el productor de televisión Eduardo Tironi y la compositora Rosario Salas.
Otras listas de independientes que buscan presentar candidaturas en diversos distritos son «La Lista del Pueblo», lanzada oficialmente el 13 de noviembre de 2020 y que contaba con 57 precandidaturas concentradas principalmente en la zona centro del país, y «Territorio Constituyente», enfocado exclusivamente en el distrito 10 y que se presenta bajo el nombre de «Movimientos Sociales: Unidad de Independientes», presentando como cabezas de lista a Karina Nohales, de la Coordinadora Feminista 8M, y Luis Mesina, dirigente del movimiento No+AFP. Otra lista conformada es la del partido Unión Patriótica bajo el nombre de «A Refundar Chile».
El 7 de enero de 2021 fue inscrito el pacto «Ciudadanos Cristianos», conformado por el Partido Conservador Cristiano, Partido Nacional Ciudadano e independientes. El mismo día los consejos generales de Renovación Nacional y Evolución Política acordaron sumar al Partido Republicano (PRCh) a la lista de candidatos de Chile Vamos, agregando 13 postulantes de dicha colectividad; la UDI y el PRI ya habían acordado sumar al PRCh a la lista en semanas anteriores.
El 11 de enero —último día para presentar listas y candidaturas— se inscribió el pacto «Lista del Apruebo», conformada por los partidos de Unidad Constituyente más el Partido Liberal e independientes, quienes estaban en la plataforma Nuevo Trato; también hizo lo mismo «Vamos por Chile», conformada por los partidos de Chile Vamos y el Partido Republicano, y el pacto «Apruebo Dignidad», conformado por los partidos del Frente Amplio, además de los partidos Comunista, Federación Regionalista Verde Social, Igualdad y movimientos sociales. Los partidos Humanista y Unión Patriótica inscribieron cada uno por separado sus listas de candidatos. Ese día también el Partido de Trabajadores Revolucionarios inscribió la lista "A darlo vuelta todo. Trabajadoras y Trabajadores Revolucionarios".
El 14 de enero se realizó el sorteo para asignar las letras que identificarán a cada lista en la cédula de votación. Al ocurrir las elecciones de convencionales constituyentes de manera simultánea con las de gobernadores regionales, alcaldes y concejales, el sorteo contempló al mismo tiempo todas las listas presentadas para los cuatro comicios. Al día siguiente se realizó un nuevo sorteo para incluir a aquellas listas que no fueron consideradas debido a errores administrativos del Servel. El resultado de los sorteos para el orden de las listas de convencionales constituyentes fue el siguiente:
| Pacto/Lista | Distrito(s)                                                | Composición                             | Candidatos |
| --- | ---------------------------------------------------------- | --------------------------------------- | ---------- |
| A. Independientes de Tarapacá | 2                                                          | Independientes                          | 5          |
| B. Futuro Felizc | 10                                                         | Independientes                          | 8          |
| C. Independientes Transparentescd | 14                                                         | Independientes                          | 6          |
| D. Soberanía Ciudadana | 7                                                          | Independientes                          | 8          |
| E. Pueblo Unido Tarapacá | 2                                                          | Independientes                          | 6          |
| F. Biobío Sin Partidos | 21                                                         | Independientes                          | 5          |
| G. Insulares e Independientes | 26                                                         | Independientes                          | 6          |
| H. Independientes Como Tú | 10                                                         | Independientes                          | 7          |
| I. Independientes del Biobío por una Nueva Constitucióna | 20                                                         | Independientes                          | 8          |
| J. Elige La Lista del Pueblob | 23                                                         | Independientes                          | 7          |
| L. Independientes del Norte Grande por una Nueva Constitucióna | 3                                                          | Independientes                          | 4          |
| N. La Lista del Pueblo Distrito 9b | 9                                                          | Independientes                          | 7          |
| O. Feliz Democraciac | 12                                                         | Independientes                          | 7          |
| P. Movimientos Sociales Autónomos | 15                                                         | Independientes                          | 5          |
| Q. Lista del Pueblo Transformando desde el Willib | 25                                                         | Independientes                          | 2          |
| R. Felices Sin Partido D26c | 26                                                         | Independientes                          | 5          |
| S. Independientes Distrito 6 + Lista del Pueblob | 6                                                          | Independientes                          | 9          |
| T. Voces Constituyentes | 12                                                         | Independientes                          | 7          |
| V. Fuerza Popular Territoriald | 12                                                         | Independientes                          | 5          |
| W. Chile Independientec | 24                                                         | Independientes                          | 5          |
| WB. Independientes por la Región de Coquimbo | 5                                                          | Independientes                          | 7          |
| WD. Lista del Pueblo – Movimiento Territorial Constituyenteb | 5                                                          | Independientes                          | 7          |
| WE. Súmate Ahora | 1                                                          | Independientes                          | 5          |
| WF. Felices Arica y Parinacotac | 1                                                          | Independientes                          | 6          |
| WH. Felices e Independientes por la Cuarta Regiónc | 5                                                          | Independientes                          | 7          |
| WI. Independientes del Apruebo Región Coquimbo | 5                                                          | Independientes                          | 6          |
| WJ. Asamblea Constituyente Atacamab | 4                                                          | Independientes                          | 6          |
| WK. Arica Siempre Arica | 1                                                          | Independientes                          | 4          |
| XA. Partido Ecologista Verde | 4, 5, 8, 9, 10, 11, 12, 13, 14, 15, 16, 19, 20, 21, 23, 24 | Partido Ecologista Verde                | 76         |
| XB. Nobles Hijxos de Tarapacá | 2                                                          | Independientes                          | 4          |
| XC. A Pulso, por el Buen Vivir | 27                                                         | Independientes                          | 5          |
| XD. Lista del Pueblo Ríos Independientesb | 24                                                         | Independientes                          | 6          |
| XF. Energía Independientec | 11                                                         | Independientes                          | 7          |
| XG. Partido Humanista | 6, 7, 8, 11, 12, 28                                        | Partido Humanista                       | 7          |
| XH. Lista por la Justicia Social | 13                                                         | Independientes                          | 5          |
| XI. Asamblea Popular por la Dignidad | 17                                                         | Independientes                          | 8          |
| XJ. Fuerza Social de Ñuble, La Lista del Pueblob | 19                                                         | Independientes                          | 6          |
| XL. Comunidad Independiente Ven Seremos | 8                                                          | Independientes                          | 4          |
| XM. Regionalismo Ciudadano Independiente | 28                                                         | Independientes                          | 6          |
| XN. Autonomía Social y Sindical Tarapacá | 2                                                          | Independientes                          | 4          |
| XP. Vamos por Chile | Todos                                                      | Renovación Nacional                     | 63 (28)    |
| XP. Vamos por Chile | Todos                                                      | Unión Demócrata Independiente           | 63 (28)    |
| XP. Vamos por Chile | Todos                                                      | Evolución Política                      | 47 (28)    |
| XP. Vamos por Chile | Todos                                                      | Partido Republicano                     | 11 (4)     |
| XQ. Independientes por una Atacama Felizc | 4                                                          | Independientes                          | 4          |
| XR. Magallánicos No Neutralesa | 28                                                         | Independientes                          | 2          |
| XT. Movimiento Social Constituyente / La Lista del Pueblob | 11                                                         | Independientes                          | 7          |
| XV. Sexta Unida | 16                                                         | Independientes                          | 5          |
| XW. Felices e Independientes D9c | 9                                                          | Independientes                          | 7          |
| YB. Lista del Apruebo | Todos                                                      | Partido Demócrata Cristiano             | 48 (10)    |
| YB. Lista del Apruebo | Todos                                                      | Partido Socialista                      | 44 (12)    |
| YB. Lista del Apruebo | Todos                                                      | Partido por la Democracia               | 32 (19)    |
| YB. Lista del Apruebo | Todos                                                      | Partido Radical                         | 23 (8)     |
| YB. Lista del Apruebo | Todos                                                      | Partido Liberal                         | 15 (11)    |
| YB. Lista del Apruebo | Todos                                                      | Ciudadanos                              | 13 (6)     |
| YB. Lista del Apruebo | Todos                                                      | Partido Progresista                     | 13 (13)    |
| YD. Patagonia Somos Todosc | 27                                                         | Independientes                          | 5          |
| YE. República de los Independientes de Magallanesc | 28                                                         | Independientes                          | 3          |
| YF. Independientes de Ñuble por la Nueva Constitucióna | 19                                                         | Independientes                          | 6          |
| YH. Profesoras e Ingenierasd | 11                                                         | Independientes                          | 4          |
| YI. Lista Independientes Parto Social | 7                                                          | Independientes                          | 8          |
| YJ. Felices e Independientesc | 3                                                          | Independientes                          | 6          |
| YK. Movimientos Sociales Independientes | 6                                                          | Independientes                          | 8          |
| YL. La Lista del Pueblo Distrito 12b | 12                                                         | Independientes                          | 6          |
| YO. Comunidad Independiente de Maule | 17                                                         | Independientes                          | 7          |
| YP. La Lista del Pueblo 100% Independientesb | 15                                                         | Independientes                          | 5          |
| YQ. Apruebo Dignidad | Todos                                                      | Partido Comunista                       | 50 (17)    |
| YQ. Apruebo Dignidad | Todos                                                      | Revolución Democrática                  | 36 (20)    |
| YQ. Apruebo Dignidad | Todos                                                      | Federación Regionalista Verde Social    | 27 (18)    |
| YQ. Apruebo Dignidad | Todos                                                      | Comunes                                 | 20 (10)    |
| YQ. Apruebo Dignidad | Todos                                                      | Partido Igualdad                        | 21 (17)    |
| YQ. Apruebo Dignidad | Todos                                                      | Convergencia Social                     | 17 (9)     |
| YR. Felices Sin Partidoc | 15, 20                                                     | Independientes                          | 14         |
| YS. Independientes Sin Padrinos | 13                                                         | Independientes                          | 6          |
| YT. Lista Social Poder Constituyente a Toda Costa | 7                                                          | Independientes                          | 6          |
| YU. Independientes y Movimientos Sociales del Aprueboa | 8                                                          | Independientes                          | 8          |
| YV. Independientes por una Nueva Constitucióna | 1, 7, 9, 12, 21                                            | Independientes                          | 33         |
| YX. Ciudadanos Cristianos | 19, 21, 22, 23, 24, 26                                     | Partido Nacional Ciudadano              | 9          |
| YX. Ciudadanos Cristianos | 19, 21, 22, 23, 24, 26                                     | Partido Conservador Cristiano           | 17 (7)     |
| YY. FyF Democracia Digitalc | 23                                                         | Independientes                          | 7          |
| YZ. Corrientes Independientes | 16                                                         | Independientes                          | 6          |
| ZA. Independientes Nueva Constitucióna | 26                                                         | Independientes                          | 6          |
| ZB. Unión Patriótica | 6, 7, 8, 9, 10, 11, 12, 13, 15, 16, 20, 21                 | Unión Patriótica                        | 52         |
| ZC. Felices Independientes 8Dc | 8                                                          | Independientes                          | 4          |
| ZD. La Lista del Pueblo Maule Surb | 18                                                         | Independientes                          | 5          |
| ZE. Movimiento Social La Lista del Pueblob | 22                                                         | Independientes                          | 5          |
| ZF. Cabildos Autoconvocados | 2                                                          | Independientes                          | 4          |
| ZH. Movimientos Sociales Plurinacionales e Independientes | 9                                                          | Independientes                          | 6          |
| ZI. Coordinadora Social de Magallanes | 28                                                         | Independientes                          | 5          |
| ZK. Organizaciones Sociales y Territoriales del Wallmapu | 22, 23                                                     | Independientes                          | 11         |
| ZL. Movimientos Sociales: Unidad de Independientes | 10                                                         | Independientes                          | 8          |
| ZM. Decisión Ciudadanac | 6                                                          | Independientes                          | 8          |
| ZN. La Lista del Pueblob | 3, 7, 8, 10, 13, 17, 20                                    | Independientes                          | 50         |
| ZO. Tarapacá Felizc | 2                                                          | Independientes                          | 6          |
| ZP. Felices Sin Partidosc | 7                                                          | Independientes                          | 8          |
| ZQ. Nuestras Voces | 25                                                         | Independientes                          | 4          |
| ZR. Partido de Trabajadores Revolucionarios | 1, 3, 7, 8, 9, 10, 12, 13, 23                              | Partido de Trabajadores Revolucionarios | 52         |
| ZS. Independientes Felicesc | 21                                                         | Independientes                          | 6          |
| ZT. Independientes por la Nueva Constitucióna | 4, 6, 10, 11, 14, 17, 22, 23, 24, 25                       | Independientes                          | 60         |
| ZW. Asamblea Popular Constituyente | 20                                                         | Independientes                          | 8          |
| ZY. Independientes con Chile | 11                                                         | Independientes                          | 7          |
| ZZ. Movimiento Independientes del Norte | 3                                                          | Independientes                          | 6          |
| Notas: Los números entre paréntesis ''()'' corresponden a los candidatos independientes apoyados por un partido político. Las listas tachadas fueron declaradas inadmisibles por el Servel el 21 de enero. a Listas asociadas a «Independientes No Neutrales» b Listas asociadas a «La Lista del Pueblo» c Listas asociadas a «FyF Vota Feliz» d Listas rechazadas |                                                            |                                         |            |

## Candidaturas
El 12 de enero de 2021, día siguiente de la fecha límite para presentar las candidaturas ante el Servicio Electoral de Chile (Servel), dicho organismo informó 3382 postulaciones para la Convención Constitucional, de las cuales 2213 correspondían a independientes y 199 a representantes de los pueblos originarios. La lista definitiva con las candidaturas aceptadas y rechazadas fue publicada en el Diario Oficial de la República de Chile el 23 de enero; en un plazo de 5 días desde dicha fecha las candidaturas rechazadas pueden presentar reclamaciones ante el Tribunal Calificador de Elecciones (Tricel), quienes dentro de diez días deben emitir su veredicto.
Las cifras informadas por el Servel el 23 de enero de 2021 mencionan un total de 1463 candidaturas declaradas para convencionales constituyentes generales, de las cuales 1191 fueron aceptadas, 177 rechazadas y 95 declaradas inadmisibles; estas últimas corresponden a 15 de las 21 listas de candidaturas independientes presentadas por «Felices y Forrados», empresa de asesoría previsional y ante la cual fue presentada una denuncia en el Servel por parte de la ONG Chile Transparente dado que incumplía las normas de financiamiento de la política, exigiendo una membresía en su sitio web para poder ser inscrito como candidato en sus listas mediante la plataforma denominada «FyF Vota Feliz». Para el caso de los escaños reservados para pueblos originarios, se declararon 194 candidaturas, siendo aceptadas 182 y rechazadas 12.

## Franja televisiva
La franja electoral de propaganda en televisión para las elecciones de convencionales constituyentes fue establecida mediante la ley 21 200 del 24 de diciembre de 2019, que señala que dichas elecciones se regirán por las mismas normas que para las elecciones de diputados; esto incluía también destinar 30 minutos diarios en televisión abierta para que las candidaturas presenten sus propuestas. Dentro de los 30 minutos diarios asignados para las listas de partidos políticos, el 13% de ese tiempo (234 segundos, o 3 minutos y 54 segundos) estará destinado para presentar las candidaturas correspondientes a los escaños reservados para pueblos originarios.
Debido al alto número de candidaturas independientes presentes mediante listas o como postulaciones individuales, por ley al conjunto de todas ellas les correspondía un tiempo equivalente al del partido menos votado en las últimas elecciones parlamentarias (realizadas en 2017): Todos, disuelto tras dicha elección; de acuerdo a cálculos del Consejo Nacional de Televisión de Chile (CNTV), aquello equivaldría a solamente algunas milésimas de segundo para repartirse entre todas las candidaturas independientes, lo que podría haber dejado a casi el 40% de los postulantes sin tiempo para aparecer en televisión.
Como una forma de subsanar dicha situación, el 3 de marzo tanto la Cámara de Diputadas y Diputados como el Senado aprobaron una reforma constitucional que le otorga un tiempo adicional a las listas de candidaturas independientes e independientes fuera de pactos, externo a los 30 minutos diarios; cada candidato tendrá un segundo, los que se sumarán en el caso de quienes van agrupados en listas de independientes, y se permitió que se pueda ceder su tiempo a otra lista de candidatos independientes. Al día siguiente el CNTV informó los tiempos correspondientes para cada candidatura, los que quedaron distribuidos de la siguiente forma:

### Listas de partidos políticos
| Letra        | Nombre                                  | Tiempo (minutos/segundos/cuadros) |
| ------------ | --------------------------------------- | --------------------------------- |
| XA           | Partido Ecologista Verde                | 00:34:02                          |
| XG           | Partido Humanista                       | 01:00:14                          |
| XP           | Vamos por Chile                         | 10:27:28                          |
| XP           | Evolución Política                      | 00:51:29                          |
| XP           | Renovación Nacional                     | 05:07:23                          |
| XP           | Unión Demócrata Independiente           | 04:28:03                          |
| XP           | Partido Republicano                     | 00:00:03                          |
| YB           | Lista del Apruebo                       | 09:40:05                          |
| YB           | Partido Socialista                      | 02:53:28                          |
| YB           | Partido Radical                         | 00:54:06                          |
| YB           | Partido por la Democracia               | 01:46:19                          |
| YB           | Partido Demócrata Cristiano             | 03:06:16                          |
| YB           | Partido Progresista                     | 00:40:28                          |
| YB           | Ciudadanos                              | 00:04:26                          |
| YB           | Partido Liberal                         | 00:13:02                          |
| YQ           | Apruebo Dignidad                        | 04:05:18                          |
| YQ           | Partido Comunista                       | 01:23:21                          |
| YQ           | Federación Regionalista Verde Social    | 00:19:27                          |
| YQ           | Partido Igualdad                        | 00:26:08                          |
| YQ           | Revolución Democrática                  | 01:37:10                          |
| YQ           | Comunes                                 | 00:18:10                          |
| YQ           | Convergencia Social                     | 00:00:03                          |
| YX           | Ciudadanos Cristianos                   | 00:00:06                          |
| YX           | Partido Conservador Cristiano           | 00:00:03                          |
| YX           | Partido Nacional Ciudadano              | 00:00:03                          |
| ZB           | Unión Patriótica                        | 00:15:29                          |
| ZR           | Partido de Trabajadores Revolucionarios | 00:01:14                          |
| Tiempo total | Tiempo total                            | 26:06:00                          |

### Escaños reservados para pueblos originarios
| Pueblos originarios | Tiempo (minutos/segundos/cuadros) | Candidatos | Tiempo por candidato (minutos/segundos/cuadros) |
| ------------------- | --------------------------------- | ---------- | ----------------------------------------------- |
| Aimara              | 00:27:16                          | 18         | 00:01:16                                        |
| Mapuche             | 01:36:11                          | 39         | 00:02:14                                        |
| Rapa Nui            | 00:13:23                          | 4          | 00:03:13                                        |
| Quechua             | 00:13:23                          | 4          | 00:03:13                                        |
| Atacameño           | 00:13:23                          | 8          | 00:01:22                                        |
| Diaguita            | 00:13:23                          | 5          | 00:02:23                                        |
| Colla               | 00:13:23                          | 8          | 00:01:22                                        |
| Chango              | 00:13:23                          | 3          | 00:04:18                                        |
| Kawésqar            | 00:13:23                          | 5          | 00:02:23                                        |
| Yagán               | 00:13:23                          | 1          | 00:13:23                                        |
| Tiempo total        | 03:54:00                          |            |                                                 |

### Listas y candidaturas independientes
| Letra                                         | Nombre                                                     | Tiempo (minutos/segundos/cuadros) |
| --------------------------------------------- | ---------------------------------------------------------- | --------------------------------- |
| A                                             | Independientes de Tarapacá                                 | 00:05:00                          |
| D                                             | Soberanía Ciudadana                                        | 00:08:00                          |
| E                                             | Pueblo Unido Tarapacá                                      | 00:06:00                          |
| F                                             | Biobío Sin Partidos                                        | 00:05:00                          |
| G                                             | Insulares e Independientes                                 | 00:06:00                          |
| H                                             | Independientes Como Tú                                     | 00:07:00                          |
| I                                             | Independientes del Biobío por una Nueva Constitución       | 00:08:00                          |
| J                                             | Elige La Lista del Pueblo                                  | 00:07:00                          |
| L                                             | Independientes del Norte Grande por una Nueva Constitución | 00:04:00                          |
| N                                             | La Lista del Pueblo Distrito 9                             | 00:07:00                          |
| P                                             | Movimientos Sociales Autónomos                             | 00:05:00                          |
| Q                                             | Lista del Pueblo Transformando desde el Willi              | 00:02:00                          |
| S                                             | Independientes Distrito 6 + Lista del Pueblo               | 00:09:00                          |
| T                                             | Voces Constituyentes                                       | 00:07:00                          |
| W                                             | Chile Independiente                                        | 00:04:00                          |
| WB                                            | Independientes por la Región de Coquimbo                   | 00:07:00                          |
| WD                                            | Lista del Pueblo – Movimiento Territorial Constituyente    | 00:07:00                          |
| WE                                            | Súmate Ahora                                               | 00:05:00                          |
| WI                                            | Independientes del Apruebo Región Coquimbo                 | 00:06:00                          |
| WJ                                            | Asamblea Constituyente Atacama                             | 00:06:00                          |
| WK                                            | Arica Siempre Arica                                        | 00:04:00                          |
| XB                                            | Nobles Hijxos de Tarapacá                                  | 00:04:00                          |
| XC                                            | A Pulso, por el Buen Vivir                                 | 00:05:00                          |
| XD                                            | Lista del Pueblo-Ríos Independientes                       | 00:06:00                          |
| XF                                            | Energía Independiente                                      | 00:07:00                          |
| XH                                            | Lista por la Justicia Social                               | 00:05:00                          |
| XI                                            | Asamblea Popular por la Dignidad                           | 00:08:00                          |
| XJ                                            | Fuerza Social de Ñuble, La Lista del Pueblo                | 00:06:00                          |
| XL                                            | Comunidad Independiente Ven Seremos                        | 00:04:00                          |
| XM                                            | Regionalismo Ciudadano Independiente                       | 00:06:00                          |
| XN                                            | Autonomía Social y Sindical Tarapacá                       | 00:04:00                          |
| XR                                            | Magallánicos No Neutrales                                  | 00:02:00                          |
| XT                                            | Movimiento Social Constituyente / La Lista del Pueblo      | 00:07:00                          |
| XV                                            | Sexta Unida                                                | 00:05:00                          |
| YD                                            | Patagonia Somos Todos                                      | 00:05:00                          |
| YE                                            | República de los Independientes de Magallanes              | 00:03:00                          |
| YF                                            | Independientes de Ñuble por la Nueva Constitución          | 00:06:00                          |
| YI                                            | Lista Independientes Parto Social                          | 00:08:00                          |
| YK                                            | Movimientos Sociales Independientes                        | 00:08:00                          |
| YL                                            | La Lista del Pueblo Distrito 12                            | 00:06:00                          |
| YO                                            | Comunidad Independiente de Maule                           | 00:07:00                          |
| YP                                            | La Lista del Pueblo 100% Independientes                    | 00:05:00                          |
| YS                                            | Independientes Sin Padrinos                                | 00:06:00                          |
| YT                                            | Lista Social Poder Constituyente a Toda Costa              | 00:06:00                          |
| YU                                            | Independientes y Movimientos Sociales del Apruebo          | 00:08:00                          |
| YV                                            | Independientes por una Nueva Constitución                  | 00:33:00                          |
| YZ                                            | Corrientes Independientes                                  | 00:06:00                          |
| ZA                                            | Independientes Nueva Constitución                          | 00:06:00                          |
| ZD                                            | La Lista del Pueblo Maule Sur                              | 00:05:00                          |
| ZE                                            | Movimiento Social La Lista del Pueblo                      | 00:05:00                          |
| ZF                                            | Cabildos Autoconvocados                                    | 00:04:00                          |
| ZH                                            | Movimientos Sociales Plurinacionales e Independientes      | 00:06:00                          |
| ZI                                            | Coordinadora Social de Magallanes                          | 00:05:00                          |
| ZK                                            | Organizaciones Sociales y Territoriales del Wallmapu       | 00:11:00                          |
| ZL                                            | Movimientos Sociales: Unidad de Independientes             | 00:08:00                          |
| ZM                                            | Decisión Ciudadana                                         | 00:08:00                          |
| ZN                                            | La Lista del Pueblo                                        | 00:55:00                          |
| ZQ                                            | Nuestras Voces                                             | 00:04:00                          |
| ZT                                            | Independientes por la Nueva Constitución                   | 01:00:00                          |
| ZW                                            | Asamblea Popular Constituyente                             | 00:08:00                          |
| ZY                                            | Independientes con Chile                                   | 00:07:00                          |
| ZZ                                            | Movimiento Independientes del Norte                        | 00:06:00                          |
| Independientes fuera de lista (29 candidatos) | Independientes fuera de lista (29 candidatos)              | 00:29:00                          |
| Tiempo total                                  | Tiempo total                                               | 08:48:00                          |

## Encuestas
| Encuesta     | Fecha             | PH  | PEV | AD   | LdA  | VxCh | Otro | Ind./Ning. |
| ------------ | ----------------- | --- | --- | ---- | ---- | ---- | ---- | ---------- |
| Encuesta     | Fecha             |     |     |      |      |      |      | Ind./Ning. |
| Data Influye | 29 ene–3 feb 2021 | 2 % | 1 % | 24 % | 31 % | 37 % | 5 %  | —          |

## Resultados

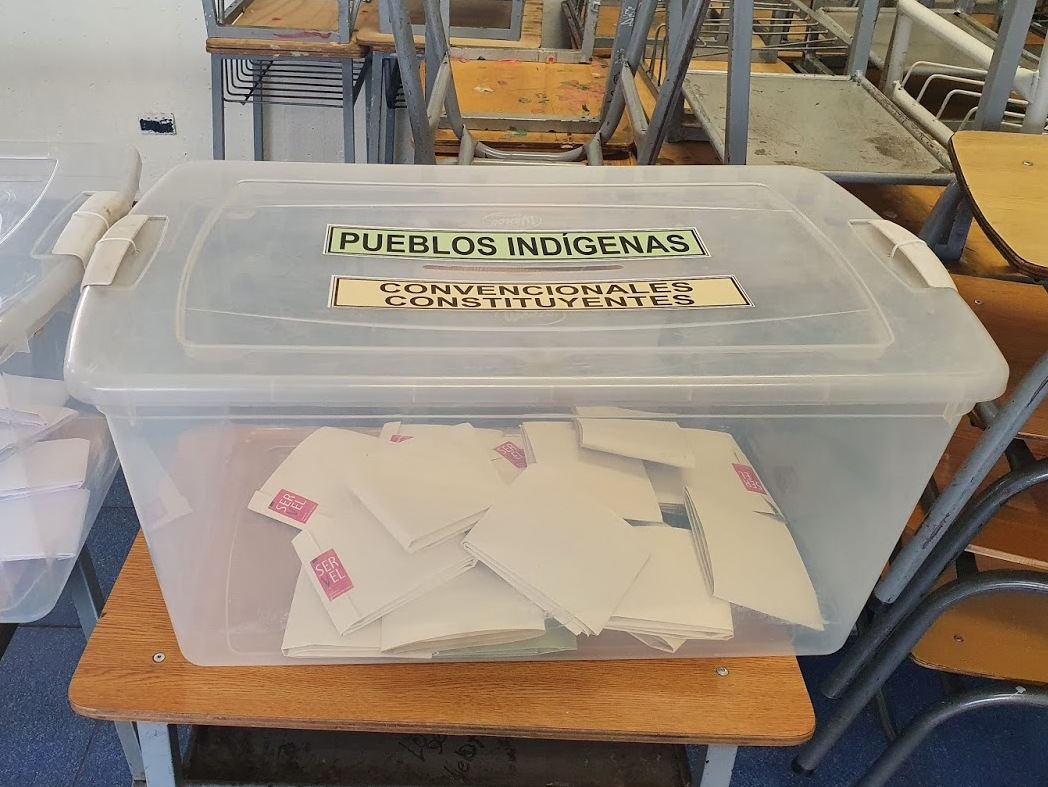
Urna utilizada para las elecciones de convencionales constituyentes.

Resultados con el 99,91% de las mesas escrutadas.

### Distritos generales
| Lista/Partido                                              | Votos     | Porcentaje | Candidatos | Electos |
| ---------------------------------------------------------- | --------- | ---------- | ---------- | ------- |
| Vamos por Chile                                            | 1 173 198 | 20,56%     | 184        | 37      |
| Unión Demócrata Independiente                              | 446 836   | 7,83%      | 63         | 17      |
| Renovación Nacional                                        | 412 619   | 7,23%      | 63         | 15      |
| Evolución Política                                         | 254 419   | 4,46%      | 47         | 5       |
| Partido Republicano                                        | 59 324    | 1,04%      | 11         | 0       |
| Apruebo Dignidad                                           | 1.069.225 | 18,74%     | 171        | 28      |
| Revolución Democrática                                     | 341.484   | 5,99%      | 36         | 9       |
| Partido Comunista                                          | 284.924   | 4,99%      | 50         | 7       |
| Convergencia Social                                        | 184.250   | 3,23%      | 17         | 6       |
| Federación Regionalista Verde Social                       | 99.551    | 1,74%      | 27         | 4       |
| Comunes                                                    | 91.520    | 1,60%      | 20         | 1       |
| Partido Igualdad                                           | 67.496    | 1,18%      | 21         | 1       |
| La Lista del Pueblo                                        | 926 602   | 16,27%     | 155        | 26      |
| La Lista del Pueblo                                        | 348 332   | 6,12%      | 50         | 10      |
| La Lista del Pueblo Distrito 9                             | 73.914    | 1,30%      | 7          | 2       |
| La Lista del Pueblo Distrito 12                            | 67.700    | 1,19%      | 6          | 1       |
| La Lista del Pueblo Distrito 14                            | 62.680    | 1,10%      | 5          | 1       |
| Lista del Pueblo - Movimiento Territorial Constituyente    | 58.440    | 1,02%      | 7          | 2       |
| Independientes Distrito 6 + La Lista del Pueblo            | 54.314    | 0,95%      | 9          | 2       |
| La Lista del Pueblo Maule Sur                              | 35.854    | 0,63%      | 5          | 2       |
| Movimiento Social Constituyente / La Lista del Pueblo      | 35.425    | 0,62%      | 7          | 0       |
| La Lista del Pueblo 100% Independientes                    | 35.132    | 0,62%      | 5          | 1       |
| Fuerza Social de Ñuble, La Lista del Pueblo                | 32.352    | 0,57%      | 6          | 1       |
| Insulares e Independientes                                 | 26.976    | 0,47%      | 6          | 1       |
| Elige La Lista del Pueblo                                  | 25.604    | 0,45%      | 7          | 1       |
| Asamblea Constituyente Atacama                             | 18.433    | 0,32%      | 6          | 1       |
| Lista del Pueblo-Ríos Independientes                       | 15.334    | 0,27%      | 6          | 0       |
| Coordinadora Social de Magallanes                          | 9.524     | 0,17%      | 5          | 1       |
| Movimiento Social La Lista del Pueblo                      | 8.932     | 0,16%      | 5          | 0       |
| Lista del Pueblo Transformando desde el Willi              | 6.642     | 0,12%      | 2          | 0       |
| Pueblo Unido Tarapacá                                      | 5.970     | 0,10%      | 6          | 0       |
| A Pulso, por el Buen Vivir                                 | 5.044     | 0,09%      | 5          | 0       |
| Lista del Apruebo                                          | 824.812   | 14,46%     | 182        | 25      |
| Partido Socialista                                         | 276.282   | 4,84%      | 44         | 15      |
| Partido Demócrata Cristiano                                | 208.212   | 3,65%      | 48         | 2       |
| Partido por la Democracia                                  | 147.310   | 2,58%      | 32         | 3       |
| Partido Liberal                                            | 71.151    | 1,25%      | 15         | 3       |
| Partido Radical                                            | 67.356    | 1,18%      | 23         | 1       |
| Partido Progresista                                        | 32.902    | 0,58%      | 13         | 1       |
| Ciudadanos                                                 | 21.599    | 0,38%      | 7          | 0       |
| Independientes No Neutrales                                | 504 145   | 8,84%      | 127        | 11      |
| Independientes por la Nueva Constitución                   | 212 142   | 3,73%      | 60         | 5       |
| Independientes por una Nueva Constitución                  | 158 081   | 2,77%      | 33         | 3       |
| Independientes y Movimientos Sociales del Apruebo          | 41.672    | 0,73%      | 8          | 0       |
| Independientes del Biobío por una Nueva Constitución       | 36.290    | 0,64%      | 8          | 1       |
| Independientes de Ñuble por la Nueva Constitución          | 20.235    | 0,35%      | 6          | 1       |
| Independientes Nueva Constitución                          | 18.313    | 0,32%      | 6          | 1       |
| Independientes del Norte Grande por una Nueva Constitución | 13.145    | 0,23%      | 4          | 0       |
| Magallánicos No Neutrales                                  | 4.267     | 0,07%      | 2          | 0       |
| Partido Ecologista Verde                                   | 194.500   | 3,41%      | 76         | 0       |
| Partido de Trabajadores Revolucionarios                    | 52.340    | 0,92%      | 52         | 0       |
| Unión Patriótica                                           | 41.966    | 0,74%      | 52         | 0       |
| Movimientos Sociales Independientes                        | 41.926    | 0,73%      | 8          | 1       |
| Movimientos Sociales: Unidad de Independientes             | 39.006    | 0,68%      | 8          | 0       |
| Voces Constituyentes                                       | 38.264    | 0,67%      | 7          | 1       |
| Ciudadanos Cristianos                                      | 37.506    | 0,66%      | 26         | 0       |
| Partido Conservador Cristiano                              | 27.305    | 0,48%      | 17         | 0       |
| Partido Nacional Ciudadano                                 | 10.201    | 0,18%      | 9          | 0       |
| Asamblea Popular Constituyente                             | 35.818    | 0,63%      | 8          | 1       |
| Asamblea Popular por la Dignidad                           | 33.548    | 0,59%      | 8          | 1       |
| Movimiento Independientes del Norte                        | 31.487    | 0,55%      | 6          | 1       |
| Partido Humanista                                          | 29.123    | 0,51%      | 7          | 0       |
| Independientes con Chile                                   | 28.961    | 0,51%      | 7          | 0       |
| Independientes Sin Padrinos                                | 27.839    | 0,49%      | 6          | 0       |
| Organizaciones Sociales y Territoriales del Wallmapu       | 26.832    | 0.47%      | 11         | 0       |
| Biobío Sin Partidos                                        | 24.523    | 0,43%      | 5          | 0       |
| Independientes por la Región de Coquimbo                   | 23.723    | 0,42%      | 7          | 1       |
| Independientes del Apruebo Región Coquimbo                 | 23.572    | 0,41%      | 6          | 0       |
| Movimientos Sociales Autónomos                             | 22.885    | 0,40%      | 5          | 1       |
| Corrientes Independientes                                  | 20.810    | 0,36%      | 6          | 1       |
| Movimientos Sociales Plurinacionales e Independientes      | 20.247    | 0,35%      | 6          | 0       |
| Independientes Como Tú                                     | 17.836    | 0,31%      | 7          | 0       |
| Sexta Unida                                                | 16.376    | 0,29%      | 5          | 0       |
| Decisión Ciudadana                                         | 13.172    | 0,23%      | 8          | 0       |
| Lista Social Poder Constituyente A Toda Costa              | 12.247    | 0,21%      | 6          | 0       |
| Comunidad Independiente de Maule                           | 11.498    | 0,20%      | 7          | 0       |
| Independientes de Tarapacá                                 | 11.088    | 0,19%      | 5          | 1       |
| Comunidad Independiente Ven Seremos                        | 10.764    | 0,19%      | 4          | 0       |
| Regionalismo Ciudadano Independiente                       | 10.177    | 0,18%      | 6          | 1       |
| Chile Independiente                                        | 9.952     | 0,17%      | 5          | 0       |
| Soberanía Ciudadana                                        | 9.910     | 0,17%      | 8          | 0       |
| Lista por la Justicia Social                               | 9.715     | 0,17%      | 5          | 0       |
| Lista Independiente Parto Social                           | 8.806     | 0,15%      | 8          | 0       |
| Nuestras Voces                                             | 6.021     | 0,11%      | 4          | 0       |
| Súmate Ahora                                               | 5.926     | 0,10%      | 5          | 0       |
| Nobles Hijxos de Tarapacá                                  | 5.522     | 0,10%      | 4          | 0       |
| Energía Independiente                                      | 5.265     | 0,09%      | 7          | 0       |
| Arica Siempre Arica                                        | 4.577     | 0,08%      | 4          | 0       |
| Autonomía Social y Sindical Tarapacá                       | 3.443     | 0,06%      | 4          | 0       |
| Patagonia Somos Todos                                      | 3.302     | 0,06%      | 5          | 0       |
| República de los Independientes de Magallanes              | 3.248     | 0,06%      | 3          | 0       |
| Cabildo Autoconvocado                                      | 2.092     | 0,04%      | 4          | 0       |
| Candidaturas independientes                                | 231.819   | 4,06%      | 28         | 1       |
| Votos válidamente emitidos                                 | 5.705.614 | 92,26%     |            |         |
| Votos nulos                                                | 188.267   | 3,04%      |            |         |
| Votos en blanco                                            | 290.713   | 4,70%      |            |         |
| Total de votos emitidos                                    | 6.184.594 |            |            |         |

### Escaños reservados para pueblos originarios
| Pueblo originario                                                  | Votos válidos | Porcentaje | Candidatos | Electos | Votos nulos | Votos en blanco | Total de votos |
| ------------------------------------------------------------------ | ------------- | ---------- | ---------- | ------- | ----------- | --------------- | -------------- |
| Pueblo mapuche                                                     | 217.939       |            | 39         | 7       | 4.700       | 14.598          | 237.237        |
| Regiones Coquimbo - Valparaíso - Metropolitana - O'higgins - Maule | 41.050        | 18,84%     | 5          | 1       | 4.700       | 14.598          | 237.237        |
| Regiones Bío Bío - Ñuble - Araucanía                               | 128.252       | 58,85%     | 24         | 4       | 4.700       | 14.598          | 237.237        |
| Regiones Los Lagos - Los Ríos - Aysen                              | 48.637        | 22,32%     | 10         | 2       | 4.700       | 14.598          | 237.237        |
| Pueblo aimara                                                      | 19.137        |            | 18         | 2       | 319         | 636             | 20.092         |
| Pueblo diaguita                                                    | 11.160        |            | 5          | 1       | 132         | 226             | 11.518         |
| Pueblo atacameño                                                   | 6.756         |            | 8          | 1       | 112         | 148             | 7.016          |
| Pueblo colla                                                       | 2.137         |            | 8          | 1       | 18          | 54              | 2.209          |
| Pueblo quechua                                                     | 2.059         |            | 4          | 1       | 54          | 52              | 2.165          |
| Pueblo rapanui                                                     | 1.870         |            | 4          | 1       | 32          | 61              | 1.963          |
| Pueblo chango                                                      | 905           |            | 3          | 1       | 26          | 25              | 956            |
| Pueblo kawésqar                                                    | 249           |            | 5          | 1       | 1           | 0               | 250            |
| Pueblo yagán                                                       | 61            |            | 1          | 1       | 4           | 2               | 67             |
| Total                                                              | 262.272       |            | 95         | 17      | 5.398       | 15.802          | 283.473        |
| Fuente: Servicio Electoral de Chile.                               |               |            |            |         |             |                 |                |

### Convencionales constituyentes electos
| Dist. (Reg.) | Constituyente                                           | Lista                           | Lista                                                 | Partido                         | Votos   | Votos   | %       | %        | M  | H  |
| Dist. (Reg.) | Constituyente                                           | Lista                           | Lista                                                 | Partido                         | Lista   | Const.  | Lista   | Const.   | M  | H  |
| ------------ | ------------------------------------------------------- | ------------------------------- | ----------------------------------------------------- | ------------------------------- | ------- | ------- | ------- | -------- | -- | -- |
| 1 (XIV)      | Jorge Abarca Riveros                                    |                                 | Lista del Apruebo                                     | Ind-PL                          | 10 070  | 3 252   | 17,57 % | 5,67 %   |    | 1  |
| 1 (XIV)      | Carolina Videla Osorio                                  |                                 | Apruebo Dignidad                                      | PCCH                            | 9 378   | 3 622   | 16,36 % | 6,32 %   | 1  |    |
| 1 (XIV)      | Pollyana Rivera Bigas                                   |                                 | Vamos por Chile                                       | Ind-UDI                         | 8 202   | 3 457   | 14,31 % | 6,03 %   | 1  |    |
| 2 (I)        | Hugo Gutiérrez Gálvez                                   |                                 | Apruebo Dignidad                                      | PCCH                            | 18 633  | 6 774   | 23,69 % | 8,61 %   |    | 1  |
| 2 (I)        | Álvaro Jofré Cáceres                                    |                                 | Vamos por Chile                                       | RN                              | 15 305  | 6 138   | 19,46 % | 7,80 %   |    | 1  |
| 2 (I)        | Alejandra Flores Carlos                                 |                                 | Independientes de Tarapacá                            | Ind                             | 11 088  | 3 772   | 14,10 % | 4,80 %   | 1  |    |
| 3 (II)       | Cristina Dorador Ortiz                                  |                                 | Movimiento Independientes del Norte                   | Ind                             | 31 487  | 19 701  | 20,27 % | 12,68 %  | 1  |    |
| 3 (II)       | Dayyana González Araya                                  |                                 | La Lista del Pueblo                                   | Ind                             | 25 982  | 10 248  | 16,72 % | 6,60 %   | 1  |    |
| 3 (II)       | Hernán Velásquez Núñeza                                 |                                 | Apruebo Dignidad                                      | FREVS                           | 22 919  | 3 956   | 14,75 % | 2,55 %   |    | 1  |
| 3 (II)       | Pablo Toloza Fernández                                  |                                 | Vamos por Chile                                       | UDI                             | 21 281  | 5 449   | 13,70 % | 3,51 %   |    | 1  |
| 4 (III)      | Constanza San Juan Standen                              |                                 | Asamblea Constituyente Atacama                        | Ind                             | 18 433  | 7 904   | 22,38 % | 9.60 %   | 1  |    |
| 4 (III)      | Ericka Portilla Barrios                                 |                                 | Apruebo Dignidad                                      | PCCH                            | 16 389  | 10 164  | 19,90 % | 12,34 %  | 1  |    |
| 4 (III)      | Guillermo Namor Kong                                    |                                 | Independientes por la Nueva Constitución              | Ind                             | 15 076  | 4 049   | 18,30 % | 4,92 %   |    | 1  |
| 4 (III)      | Maximiliano Hurtado Roco                                |                                 | Lista del Apruebo                                     | PS                              | 12 029  | 3 088   | 14,60 % | 3,75 %   |    | 1  |
| 5b (IV)      | Ivanna Olivares Miranda                                 |                                 | Lista del Pueblo-Movimiento Territorial Constituyente | Ind                             | 58 440  | 22 490  | 25,93 % | 9,98 %   | 1  |    |
| 5b (IV)      | Daniel Bravo Silva                                      |                                 | Lista del Pueblo-Movimiento Territorial Constituyente | Ind                             | 58 440  | 11 069  | 25,93 % | 4,91 %   |    | 1  |
| 5b (IV)      | Jeniffer Mella Escobar                                  |                                 | Apruebo Dignidad                                      | Ind-CS                          | 37 448  | 13 365  | 16,62 % | 5,93 %   | 1  |    |
| 5b (IV)      | Carlos Calvo Muñoz                                      |                                 | Lista del Apruebo                                     | Ind-PS                          | 36 689  | 12 515  | 16,28 % | 5,55 %   |    | 1  |
| 5b (IV)      | Roberto Vega Campusano                                  |                                 | Vamos por Chile                                       | RN                              | 34 991  | 7 972   | 15,53 % | 3,54 %   |    | 1  |
| 5b (IV)      | María Trinidad Castillo Boilet                          |                                 | Independientes por la Región de Coquimbo              | Ind                             | 23 723  | 6 052   | 10,53 % | 2,69 %   | 1  |    |
| 6 (V)        | Carolina Vilches Fuenzalida                             |                                 | Apruebo Dignidad                                      | Ind-COM                         | 60 664  | 19 071  | 18,48 % | 5,81 %   | 1  |    |
| 6 (V)        | Mariela Serey Jiménez                                   |                                 | Apruebo Dignidad                                      | Ind-CS                          | 60 664  | 11 829  | 18,48 % | 3,60 %   | 1  |    |
| 6 (V)        | Lisette Vergara Riquelme                                |                                 | Independientes Distrito 6 + Lista del Pueblo          | Ind                             | 54 314  | 11 370  | 16,55 % | 3,46 %   | 1  |    |
| 6 (V)        | Cristóbal Andrade Leóna                                 |                                 | Independientes Distrito 6 + Lista del Pueblo          | Ind                             | 54 314  | 6 773   | 16,55 % | 2,06 %   |    | 1  |
| 6 (V)        | Ruggero Cozzi Elzo                                      |                                 | Vamos por Chile                                       | RN                              | 54 000  | 10 802  | 16,45 % | 3,29 %   |    | 1  |
| 6 (V)        | Claudio Gómez Castro                                    |                                 | Lista del Apruebo                                     | Ind-PS                          | 48 129  | 8 171   | 14,66 % | 2,49 %   |    | 1  |
| 6 (V)        | Janis Meneses Palma                                     |                                 | Movimientos Sociales Independientes                   | Ind                             | 41 926  | 8 705   | 12,77 % | 2,65 %   | 1  |    |
| 6 (V)        | Miguel Botto Salinasa                                   |                                 | Independientes por la Nueva Constitución              | Ind                             | 30 567  | 3 774   | 9,31 %  | 1,15 %   |    | 1  |
| 7 (V)        | Jaime Bassa Mercado                                     |                                 | Apruebo Dignidad                                      | Ind-CS                          | 79 352  | 43 507  | 23,93 % | 13,12 %  |    | 1  |
| 7 (V)        | María José Oyarzún Solísa                               |                                 | Apruebo Dignidad                                      | RD                              | 79 352  | 2 584   | 23,93 % | 0,78 %   | 1  |    |
| 7 (V)        | Jorge Arancibia Reyes                                   |                                 | Vamos por Chile                                       | Ind-UDI                         | 71 176  | 21 523  | 21,46 % | 6,49 %   |    | 1  |
| 7 (V)        | Raúl Celis Montt                                        |                                 | Vamos por Chile                                       | RN                              | 71 176  | 13 733  | 21,46 % | 4,14 %   |    | 1  |
| 7 (V)        | Camila Zárate Zárate                                    |                                 | La Lista del Pueblo                                   | Ind                             | 67 279  | 18 939  | 20,29 % | 5,71 %   | 1  |    |
| 7 (V)        | Tania Madriaga Flores                                   |                                 | La Lista del Pueblo                                   | Ind                             | 67 279  | 15 017  | 20,29 % | 4,53 %   | 1  |    |
| 7 (V)        | Agustín Squella Narducci                                |                                 | Lista del Apruebo                                     | Ind-PL                          | 45 814  | 17 710  | 13,81 % | 5,34 %   |    | 1  |
| 8 (RM)       | Daniel Stingo Camus                                     |                                 | Apruebo Dignidad                                      | Ind-RD                          | 153 841 | 111 482 | 34,02 % | 24,65 %  |    | 1  |
| 8 (RM)       | Valentina Miranda Arce                                  |                                 | Apruebo Dignidad                                      | PCCH                            | 153 841 | 10 922  | 34,02 % | 2,42 %   | 1  |    |
| 8 (RM)       | Tatiana Urrutia Herrera                                 |                                 | Apruebo Dignidad                                      | RD                              | 153 841 | 4 448   | 34,02 % | 0,98 %   | 1  |    |
| 8 (RM)       | Marco Arellano Ortega                                   |                                 | La Lista del Pueblo                                   | Ind                             | 88 291  | 20 345  | 19,53 % | 4,50 %   |    | 1  |
| 8 (RM)       | María Magdalena Rivera Iribarren                        |                                 | La Lista del Pueblo                                   | Ind                             | 88 291  | 18 671  | 19,53 % | 4,13 %   | 1  |    |
| 8 (RM)       | Bernardo de la Maza Bañados                             |                                 | Vamos por Chile                                       | Ind-EVO                         | 70 158  | 28 294  | 15,52 % | 6,26 %   |    | 1  |
| 8 (RM)       | Bessy Gallardo Prado                                    |                                 | Lista del Apruebo                                     | Ind-PRO                         | 45 283  | 9 596   | 10,01 % | 2,12 %   | 1  |    |
| 9b (RM)      | Alejandra Pérez Espina                                  |                                 | La Lista del Pueblo                                   | Ind                             | 73 914  | 17 939  | 23,35 % | 5,67 %   | 1  |    |
| 9b (RM)      | Natalia Henríquez Carreño                               |                                 | La Lista del Pueblo                                   | Ind                             | 73 914  | 17 856  | 23,35 % | 5,64 %   | 1  |    |
| 9b (RM)      | Bárbara Sepúlveda Hales                                 |                                 | Apruebo Dignidad                                      | PCCH                            | 63 398  | 24 846  | 20,02 % | 7,85 %   | 1  |    |
| 9b (RM)      | Arturo Zúñiga Jory                                      |                                 | Vamos por Chile                                       | UDI                             | 26 831  | 11 567  | 11,63 % | 3,65 %   |    | 1  |
| 9b (RM)      | Rodrigo Logan Soto                                      |                                 | Candidatura Independiente                             | Ind                             | 34 810  | 34 810  | 10,99 % | 10,99 %  |    | 1  |
| 9b (RM)      | César Valenzuela Maass                                  |                                 | Lista del Apruebo                                     | PS                              | 33 821  | 9 572   | 10,68 % | 3,02 %   |    | 1  |
| 10b (RM)     | Fernando Atria Lemaitre                                 |                                 | Apruebo Dignidad                                      | Ind-RD                          | 97 244  | 52 443  | 22,89 % | 12,34 %  |    | 1  |
| 10b (RM)     | Giovanna Roa Cadin                                      |                                 | Apruebo Dignidad                                      | RD                              | 97 244  | 3 843   | 22,89 % | 0,90 %   | 1  |    |
| 10b (RM)     | Teresa Marinovic Vial                                   |                                 | Vamos por Chile                                       | Ind-RN                          | 91 752  | 39 700  | 21,60 % | 9,34 %   | 1  |    |
| 10b (RM)     | Cristian Monckeberg Bruner                              |                                 | Vamos por Chile                                       | RN                              | 91 752  | 18 533  | 21,60 % | 4,36 %   |    | 1  |
| 10b (RM)     | Jorge Baradit Morales                                   |                                 | Lista del Apruebo                                     | Ind-PS                          | 57 023  | 21 487  | 13,42 % | 5,14 %   |    | 1  |
| 10b (RM)     | Patricia Politzer Kerekes                               |                                 | Independientes por la Nueva Constitución              | Ind                             | 49 967  | 31 695  | 11,76 % | 7,46 %   | 1  |    |
| 10b (RM)     | Manuel Woldarsky González                               |                                 | La Lista del Pueblo                                   | Ind                             | 44 350  | 10 544  | 10,44 % | 2,48 %   |    | 1  |
| 11b (RM)     | Marcela Cubillos Sigall                                 |                                 | Vamos por Chile                                       | Ind-UDI                         | 167 640 | 84 014  | 43,63 % | 21,87 %  | 1  |    |
| 11b (RM)     | Hernán Larraín Matte                                    |                                 | Vamos por Chile                                       | EVO                             | 167 640 | 29 335  | 43,63 % | 7,64 %   |    | 1  |
| 11b (RM)     | Constanza Hube Portus                                   |                                 | Vamos por Chile                                       | UDI                             | 167 640 | 18 795  | 43,63 % | 4,89 %   | 1  |    |
| 11b (RM)     | Bernardo Fontaine Talavera                              |                                 | Vamos por Chile                                       | Ind-RN                          | 167 640 | 16 742  | 43,63 % | 4,36 %   |    | 1  |
| 11b (RM)     | Patricio Fernández Chadwick                             |                                 | Lista del Apruebo                                     | Ind-PL                          | 50 657  | 11 868  | 13,18 % | 3,09 %   |    | 1  |
| 11b (RM)     | Constanza Schönhaut Soto                                |                                 | Apruebo Dignidad                                      | CS                              | 49 239  | 21 459  | 12,81 % | 5,58 %   | 1  |    |
| 12b (RM)     | Benito Baranda Reyes                                    |                                 | Independientes por una Nueva Constitución             | Ind                             | 72 993  | 46 637  | 19,82 % | 12,66 %  |    | 1  |
| 12b (RM)     | Juan José Martin Bravoa                                 |                                 | Independientes por una Nueva Constitución             | Ind                             | 72 993  | 2 690   | 19,82 % | 0,73 %   |    | 1  |
| 12b (RM)     | Giovanna Grandón Caro                                   |                                 | La Lista del Pueblo                                   | Ind                             | 67 700  | 20 831  | 18,38 % | 5,66 %   | 1  |    |
| 12b (RM)     | Manuel José Ossandón Lira                               |                                 | Vamos por Chile                                       | Ind-RN                          | 63 227  | 13 714  | 17,17 % | 3,72 %   |    | 1  |
| 12b (RM)     | Beatriz Sánchez Muñoz                                   |                                 | Apruebo Dignidad                                      | Ind-RD                          | 62 504  | 27 934  | 16,97 % | 7,58 %   | 1  |    |
| 12b (RM)     | Alondra Carrillo Vidal                                  |                                 | Voces Constituyentes                                  | Ind                             | 38 264  | 22 774  | 10,39 % | 6,18 %   | 1  |    |
| 13b (RM)     | Ingrid Villena Narbona                                  |                                 | La Lista del Pueblo                                   | Ind                             | 58 443  | 19 801  | 25,42 % | 8,61 %   | 1  |    |
| 13b (RM)     | Rodrigo Rojas Vade                                      |                                 | La Lista del Pueblo                                   | Ind                             | 58 443  | 19 312  | 25,42 % | 8,40 %   |    | 1  |
| 13b (RM)     | Malucha Pinto Solari                                    |                                 | Lista del Apruebo                                     | PS                              | 48 674  | 29 080  | 21,27 % | 12,65 %  | 1  |    |
| 13b (RM)     | Marcos Barraza Gómeza                                   |                                 | Apruebo Dignidad                                      | PCCH                            | 36 279  | 11 208  | 15,78 % | 4,88 %   |    | 1  |
| 14 (RM)      | Ignacio Achurra Díaz                                    |                                 | Apruebo Dignidad                                      | CS                              | 73 166  | 29 548  | 24,15 % | 9,75 %   |    | 1  |
| 14 (RM)      | Francisco Caamaño Rojas                                 |                                 | La Lista del Pueblo                                   | Ind                             | 62 680  | 26 797  | 20,69 % | 8,84 %   |    | 1  |
| 14 (RM)      | Renato Garín González                                   |                                 | Lista del Apruebo                                     | Ind-PR                          | 60 349  | 22 019  | 19,92 % | 7,27 %   |    | 1  |
| 14 (RM)      | Claudia Castro Gutiérreza                               |                                 | Vamos por Chile                                       | Ind-UDI                         | 51 698  | 3 768   | 17,06 % | 1,24 %   | 1  |    |
| 14 (RM)      | Paulina Valenzuela Rio                                  |                                 | Independientes por la Nueva Constitución              | Ind                             | 36 957  | 15 707  | 12,20 % | 5,18 %   | 1  |    |
| 15 (VI)      | Loreto Vallejos Dávila                                  |                                 | La Lista del Pueblo 100% Independientes               | Ind                             | 35 132  | 17 059  | 19,40 % | 9,42 %   | 1  |    |
| 15 (VI)      | Carol Bown Sepúlveda                                    |                                 | Vamos por Chile                                       | UDI                             | 29 588  | 7 396   | 16,34 % | 4,08 %   | 1  |    |
| 15 (VI)      | Matías Orellana Cuellar                                 |                                 | Lista del Apruebo                                     | PS                              | 25 412  | 7 229   | 14,03 % | 3,99 %   |    | 1  |
| 15 (VI)      | Alvin Saldaña Muñoz                                     |                                 | Movimientos Sociales Autónomos                        | Ind                             | 22 885  | 8 876   | 12,64 % | 4,90 %   |    | 1  |
| 15 (VI)      | Damaris Abarca González                                 |                                 | Apruebo Dignidad                                      | Ind-CS                          | 21 524  | 6 010   | 11,88 % | 3,32 %   | 1  |    |
| 16 (VI)      | Ricardo Neumann Bertin                                  |                                 | Vamos por Chile                                       | Ind-UDI                         | 33 075  | 11 766  | 23,30 % | 8,29 %   |    | 1  |
| 16 (VI)      | Nicolás Núñez Gangas                                    |                                 | Apruebo Dignidad                                      | FREVS                           | 27 331  | 10 781  | 19,26 % | 7,60 %   |    | 1  |
| 16 (VI)      | Adriana Cancino Menesesa                                |                                 | Lista del Apruebo                                     | Ind-PS                          | 21 077  | 3 742   | 14,85 % | 2,64 %   | 1  |    |
| 16 (VI)      | Gloria Alvarado Jorquera                                |                                 | Corrientes Independientes                             | Ind                             | 20 810  | 6 356   | 14,66 % | 4,48 %   | 1  |    |
| 17 (VII)     | Bárbara Rebolledo Aguirre                               |                                 | Vamos por Chile                                       | Ind-EVO                         | 57 498  | 18 062  | 25,23 % | 7,93 %   | 1  |    |
| 17 (VII)     | Alfredo Moreno Echeverría                               |                                 | Vamos por Chile                                       | Ind-UDI                         | 57 498  | 11 337  | 25,23 % | 4,98 %   |    | 1  |
| 17 (VII)     | Roberto Celedón Fernández                               |                                 | Apruebo Dignidad                                      | Ind-FREVS                       | 47 112  | 23 491  | 20,67 % | 10,31 %  |    | 1  |
| 17 (VII)     | Paola Grandón González                                  |                                 | Apruebo Dignidad                                      | FREVS                           | 47 112  | 1 231   | 20,67 % | 0,54 %   | 1  |    |
| 17 (VII)     | María Elisa Quinteros Cáceres                           |                                 | Asamblea Popular por la Dignidad                      | Ind                             | 33 548  | 12 485  | 14,72 % | 5,48 %   | 1  |    |
| 17 (VII)     | Christian Viera Álvarez                                 |                                 | Lista del Apruebo                                     | Ind-PDC                         | 31 355  | 9 143   | 13,76 % | 4,01 %   |    | 1  |
| 17 (VII)     | Elsa Labraña Pino                                       |                                 | La Lista del Pueblo                                   | Ind                             | 28 857  | 7 370   | 12,66 % | 3,23 %   | 1  |    |
| 18 (VII)     | Francisca Arauna Urrutia                                |                                 | La Lista del Pueblo                                   | Ind                             | 35 854  | 11 776  | 32,18 % | 10,57 %  | 1  |    |
| 18 (VII)     | Fernando Salinas Manfredinia                            |                                 | La Lista del Pueblo                                   | Ind                             | 35 854  | 7 414   | 32,18 % | 6,65 %   |    | 1  |
| 18 (VII)     | Patricia Labra Besserer                                 |                                 | Vamos por Chile                                       | RN                              | 34 313  | 11 890  | 30,80 % | 10,67 %  | 1  |    |
| 18 (VII)     | Ricardo Montero Allende                                 |                                 | Lista del Apruebo                                     | PS                              | 23 736  | 6 128   | 21,30 % | 5,50 %   |    | 1  |
| 19 (XVI)     | Martín Arrau García-Huidobro                            |                                 | Vamos por Chile                                       | UDI                             | 39 008  | 22 149  | 24,90 % | 14,14 %  |    | 1  |
| 19 (XVI)     | Margarita Letelier Cortés                               |                                 | Vamos por Chile                                       | UDI                             | 39 008  | 6 104   | 24,90 % | 3,90 %   | 1  |    |
| 19 (XVI)     | César Uribe Araya                                       |                                 | Fuerza Social de Ñuble, La Lista del Pueblo           | Ind                             | 32 352  | 16 039  | 20,65 % | 10,24 %  |    | 1  |
| 19 (XVI)     | Felipe Harboe Bascuñán                                  |                                 | Lista del Apruebo                                     | PPD                             | 21 932  | 11 056  | 14,00 % | 7,06 %   |    | 1  |
| 19 (XVI)     | Carolina Sepúlveda Sepúlveda                            |                                 | Independientes de Ñuble por la Nueva Constitución     | Ind                             | 20 235  | 6 993   | 12,92 % | 4,46 %   | 1  |    |
| 20 (VIII)    | Rocío Cantuarias Rubio                                  |                                 | Vamos por Chile                                       | Ind-EVO                         | 57 747  | 16 927  | 18,93 % | 5,55 %   | 1  |    |
| 20 (VIII)    | Luciano Silva Mora                                      |                                 | Vamos por Chile                                       | RN                              | 57 747  | 9 272   | 18,93 % | 3,04 %   |    | 1  |
| 20 (VIII)    | Amaya Alvez Marín                                       |                                 | Apruebo Dignidad                                      | RD                              | 45 011  | 18 430  | 14,75 % | 6,04 %   | 1  |    |
| 20 (VIII)    | Andrés Cruz Carrasco                                    |                                 | Lista del Apruebo                                     | Ind-PS                          | 43 224  | 10 927  | 14,17 % | 3,58 %   |    | 1  |
| 20 (VIII)    | Tammy Pustilnick Arditi                                 |                                 | Independientes del Biobío por una Nueva Constitución  | Ind                             | 36 290  | 10 349  | 11,89 % | 3,39 %   | 1  |    |
| 20 (VIII)    | Bastián Labbé Salazar                                   |                                 | Asamblea Popular Constituyente                        | Ind                             | 35 818  | 9 594   | 11,74 % | 3,14 %   |    | 1  |
| 20 (VIII)    | Loreto Vidal Hernández                                  |                                 | La Lista del Pueblo                                   | Ind                             | 35 120  | 11 533  | 11,51 % | 3,78 %   | 1  |    |
| 21 (VIII)    | Paulina Veloso Muñoz                                    |                                 | Vamos por Chile                                       | RN                              | 33 551  | 8 559   | 19,90 % | 5,08 %   | 1  |    |
| 21 (VIII)    | Vanessa Hoppe Espoz                                     |                                 | Apruebo Dignidad                                      | Ind-PCCH                        | 28 218  | 11 203  | 16,73 % | 6,64 %   | 1  |    |
| 21 (VIII)    | Javier Fuchslocher Baezaa                               |                                 | Independientes por una Nueva Constitución             | Ind                             | 27 990  | 5 952   | 16,60 % | 3,53 %   |    | 1  |
| 21 (VIII)    | Luis Barceló Amado                                      |                                 | Lista del Apruebo                                     | Ind-PPD                         | 27 970  | 7 576   | 16,59 % | 4,49 %   |    | 1  |
| 22 (IX)      | Eduardo Cretton Rebolledo                               |                                 | Vamos por Chile                                       | UDI                             | 23 939  | 7 936   | 30,07 % | 9,97 %   |    | 1  |
| 22 (IX)      | Ruth Hurtado Olavea                                     |                                 | Vamos por Chile                                       | Ind-RN                          | 23 939  | 2 019   | 30,07 % | 2,54 %   | 1  |    |
| 22 (IX)      | Fuad Chahín Valenzuela                                  |                                 | Lista del Apruebo                                     | PDC                             | 17 719  | 11 392  | 22,25 % | 14,31 %  |    | 1  |
| 23 (IX)      | Luis Mayol Bouchon                                      |                                 | Vamos por Chile                                       | RN                              | 36 192  | 15 451  | 22,29 % | 9,52 %   |    | 1  |
| 23 (IX)      | Angélica Tepper Kolossa                                 |                                 | Vamos por Chile                                       | Ind-RN                          | 36 192  | 4 888   | 22,29 % | 3,01 %   | 1  |    |
| 23 (IX)      | Helmuth Martínez Llancapan                              |                                 | Elige la Lista del Pueblo                             | Ind                             | 25 604  | 7 218   | 15,77 % | 4,45 %   |    | 1  |
| 23 (IX)      | Eduardo Castillo Vigouroux                              |                                 | Lista del Apruebo                                     | PPD                             | 20 724  | 5 695   | 12,76 % | 3,51 %   |    | 1  |
| 23 (IX)      | Lorena Céspedes Fernández                               |                                 | Independientes por la Nueva Constitución              | Ind                             | 17 997  | 5 546   | 11,08 % | 3,42 %   | 1  |    |
| 23 (IX)      | Manuela Royo Letelier                                   |                                 | Apruebo Dignidad                                      | Ind-IGUAL                       | 17 328  | 8 607   | 10,67 % | 5,30 %   | 1  |    |
| 24 (XV)      | Ramona Reyes Painequeo                                  |                                 | Lista del Apruebo                                     | PS                              | 31 009  | 12 084  | 27,18 % | 10,59 %  | 1  |    |
| 24 (XV)      | Pedro Muñoz Leiva                                       |                                 | Lista del Apruebo                                     | PS                              | 31 009  | 11 173  | 27,18 % | 9,79 %   |    | 1  |
| 24 (XV)      | Felipe Mena Villar                                      |                                 | Vamos por Chile                                       | UDI                             | 24 643  | 6 201   | 21,60 % | 5,44 %   |    | 1  |
| 24 (XV)      | Aurora Delgado Vergara                                  |                                 | Apruebo Dignidad                                      | Ind-RD                          | 15 582  | 4 831   | 13,66 % | 4,24 %   | 1  |    |
| 25 (X)       | Harry Jurgensen Caesar                                  |                                 | Vamos por Chile                                       | RN                              | 31 721  | 19 423  | 31,61 % | 19,36 %  |    | 1  |
| 25 (X)       | María Cecilia Ubilla Pérez                              |                                 | Vamos por Chile                                       | Ind-UDI                         | 31 721  | 4 263   | 31,61 % | 4,25 %   | 1  |    |
| 25 (X)       | Mario Vargas Vidal                                      |                                 | Lista del Apruebo                                     | PS                              | 20 932  | 5 817   | 20,86 % | 5,80 %   |    | 1  |
| 26 (X)       | Julio Álvarez Pinto                                     |                                 | Lista del Apruebo                                     | PS                              | 30 674  | 13 806  | 23,37 % | 10,52 %  |    | 1  |
| 26 (X)       | Katerine Montealegre Navarroa                           |                                 | Vamos por Chile                                       | UDI                             | 28 476  | 5 034   | 21,70 % | 3,84 %   | 1  |    |
| 26 (X)       | Adriana Ampuero Barrientos                              |                                 | Insulares e Independientes                            | Ind                             | 26 976  | 10 633  | 20,55 % | 8,10 %   | 1  |    |
| 26 (X)       | Gaspar Domínguez Donoso                                 |                                 | Independientes por la Nueva Constitución              | Ind                             | 18 313  | 6 387   | 13,95 % | 4,87 %   |    | 1  |
| 27 (XI)      | Tomás Laibe Sáez                                        |                                 | Lista del Apruebo                                     | PS                              | 10 046  | 4 292   | 30,69 % | 13,11 %  |    | 1  |
| 27 (XI)      | Geoconda Navarrete Arratia                              |                                 | Vamos por Chile                                       | EVO                             | 8 687   | 3 404   | 26,54 % | 10,40 %  | 1  |    |
| 27 (XI)      | Yarela Gómez Sánchez                                    |                                 | Apruebo Dignidad                                      | Ind-RD                          | 5 658   | 2 259   | 17,28 % | 6,90 %   | 1  |    |
| 28 (XII)     | Mauricio Daza Carrasco                                  |                                 | Regionalismo Ciudadano Independiente                  | Ind                             | 10 177  | 6 194   | 18,68 % | 11,37 %  |    | 1  |
| 28 (XII)     | Rodrigo Álvarez Zenteno                                 |                                 | Vamos por Chile                                       | UDI                             | 8 872   | 4 206   | 18,30 % | 7,72 %   |    | 1  |
| 28 (XII)     | Elisa Giustinianovich Campos                            |                                 | Coordinadora Social de Magallanes                     | Ind                             | 9 524   | 4 262   | 17,48 % | 7,82 %   | 1  |    |
| TOTAL        | TOTAL                                                   | TOTAL                           | TOTAL                                                 | TOTAL                           | TOTAL   | TOTAL   | TOTAL   | TOTAL    | 68 | 70 |
| Pueblo       | Constituyente                                           | Zona                            | Zona                                                  | Zona                            | Votos   | Votos   | %       | %        | M  | H  |
| Pueblo       | Constituyente                                           | Zona                            | Zona                                                  | Zona                            | Zona    | Const.  | Zona    | Const.   | M  | H  |
| Mapucheb     | Francisca Linconao Huircapán                            | Regiones VIII - IX - XVI        | Regiones VIII - IX - XVI                              | Regiones VIII - IX - XVI        | 128 252 | 15 574  | 58,85 % | 7,15 %   | 1  |    |
| Mapucheb     | Natividad Llanquileo Pilquimán                          | Regiones VIII - IX - XVI        | Regiones VIII - IX - XVI                              | Regiones VIII - IX - XVI        | 128 252 | 13 083  | 58,85 % | 6,00 %   | 1  |    |
| Mapucheb     | Adolfo Millabur Ñancuil                                 | Regiones VIII - IX - XVI        | Regiones VIII - IX - XVI                              | Regiones VIII - IX - XVI        | 128 252 | 12 256  | 58,85 % | 5,62 %   |    | 1  |
| Mapucheb     | Rosa Catrileo Arias                                     | Regiones VIII - IX - XVI        | Regiones VIII - IX - XVI                              | Regiones VIII - IX - XVI        | 128 252 | 10 411  | 58,85 % | 4,78 %   | 1  |    |
| Mapucheb     | Carmen Caifil Caifil (Victorino Antilef Ñanco)a         | Regiones X - XI - XIV           | Regiones X - XI - XIV                                 | Regiones X - XI - XIV           | 48 637  | 7 434   | 22,32 % | 3,41 %   |    | 1  |
| Mapucheb     | Carmen Jaramillo Gualaman (Alexis Caiguan Ancapan)a     | Regiones X - XI - XIV           | Regiones X - XI - XIV                                 | Regiones X - XI - XIV           | 48 637  | 6 303   | 22,32 % | 2,89 %   |    | 1  |
| Mapucheb     | Elisa Loncón Antileo                                    | Regiones IV - V - RM - VI - VII | Regiones IV - V - RM - VI - VII                       | Regiones IV - V - RM - VI - VII | 41 050  | 11 715  | 16,84 % | 5,38 %   | 1  |    |
| Rapanuib     | Tiare Aguilera Hey                                      |                                 |                                                       |                                 |         | 749     |         | 40,05 %  | 1  |    |
| Atacameñob   | Ximena Anza Colamar (Félix Galleguillos Aymani)a        |                                 |                                                       |                                 |         | 1 399   |         | 20,71 %  |    | 1  |
| Aimarab      | Isabella Mamani Mamani                                  |                                 |                                                       |                                 |         | 2 403   |         | 12,56 %  | 1  |    |
| Aimarab      | Luis Jiménez Cáceres                                    |                                 |                                                       |                                 |         | 2 307   |         | 12,06 %  |    | 1  |
| Quechuab     | Wilfredo Bacian Delgado                                 |                                 |                                                       |                                 |         | 625     |         | 30,35 %  |    | 1  |
| Collab       | Isabel Godoy Monardez                                   |                                 |                                                       |                                 |         | 631     |         | 29,53 %  | 1  |    |
| Diaguitab    | María Gabriela Calderón Álvarez (Eric Chinga Ferreira)a |                                 |                                                       |                                 |         | 3 613   |         | 32,37 %  |    | 1  |
| Kawashkarb   | Margarita Vargas López                                  |                                 |                                                       |                                 |         | 95      |         | 38,15 %  | 1  |    |
| Yagánb       | Lidia González Calderón                                 |                                 |                                                       |                                 |         | 61      |         | 100,00 % | 1  |    |
| Changob      | Fernando Tirado Soto                                    |                                 |                                                       |                                 |         | 398     |         | 43,98 %  |    | 1  |
| TOTAL        | TOTAL                                                   | TOTAL                           | TOTAL                                                 | TOTAL                           | TOTAL   | TOTAL   | TOTAL   | TOTAL    | 9  | 8  |

a Candidatura alternativa paritaria
b Resultados parciales